# Археологічні дослідження Кам'янської Січі

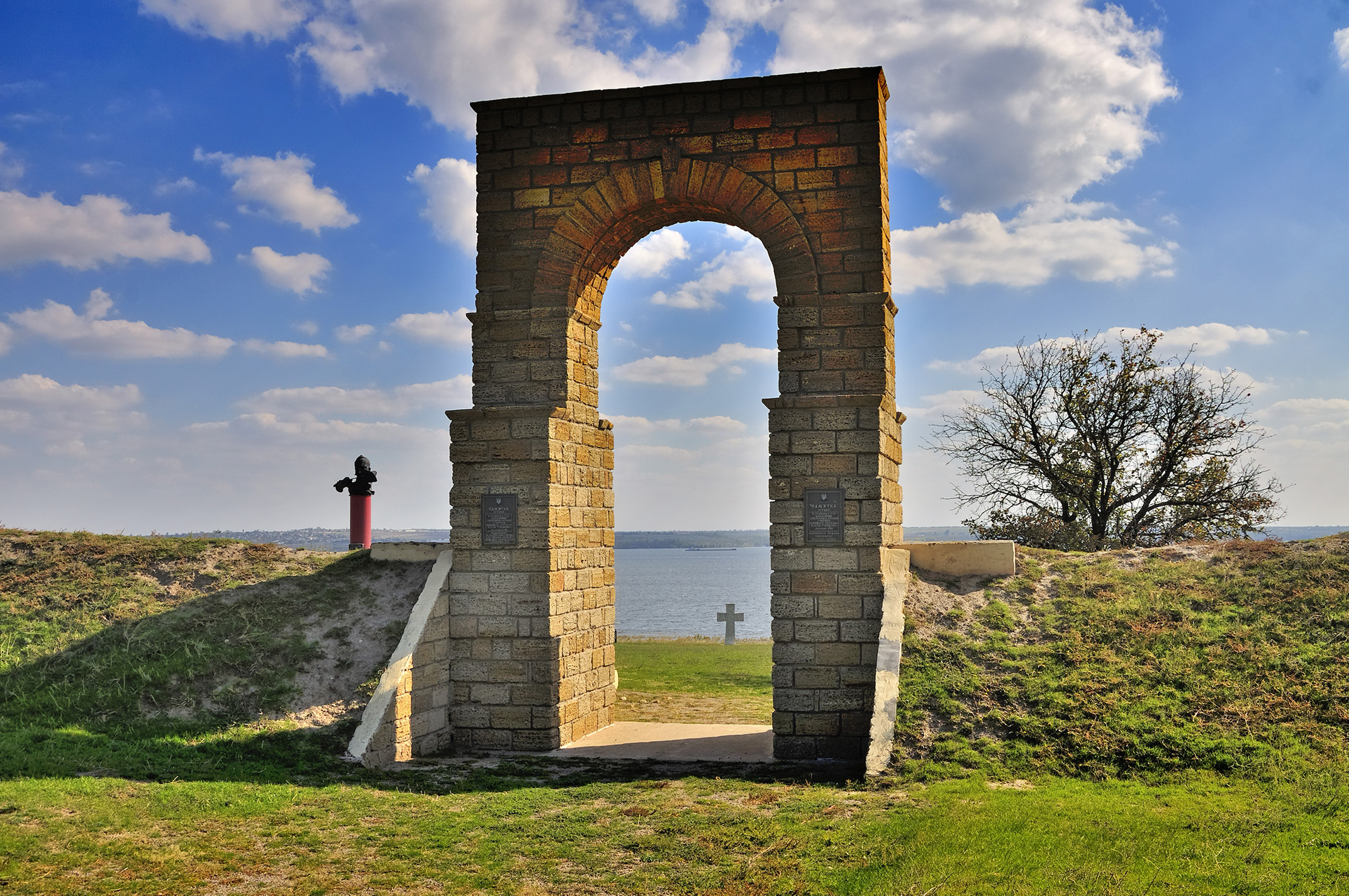
Територія колишньої Кам'янської Січі.

Кам'янська Запорозька Січ — унікальна за своєю структурою історико-археологічна пам'ятка запорозького козацтва, яка має національне значення. Кам'янська Січ — адміністративний та військовий центр запорозького козацтва 1709–11 та 1728–34 років. Заснована козаками після руйнування Чортомлицької Січі в Пониззі Дніпра козацька вольниця, була містом слави видатного кошового отамана Костя Гордієнка. Кам'янська Січ стала однією з останніх в історії українського козацтва. З усіх інших козацьких нижньодніпровських Січей вона є найкраще дослідженою археологічно.

## Розташування
Описуючи місце розташування козацької вольниці, Дмитро Іванович Яворницький зазначав, що знаходилось воно на невеликому мисі, що омивалося річкою-протокою Козацьке Річище й гирлом Кам'янки. Колись тут був рукав Дніпра — Козацьке Річище, в якій впадала Кам'янка. Її дельта утворювала острівець, який у 18 столітті називався Коженін, а пізніше Кам'янським. Зараз на місці річки Кам'янки та острова знаходиться Каховське водосховище.
Нині пам'ятка козацької доби знаходиться у Бериславському районі Херсонської області за 50 метрів на схід від села Республіканець (колишнє село Кам'янка), на розі, утвореному впадінням річки Кам'янка в долину Дніпра, на правому високому березі Каховського водосховища.
Назва пам'ятки археології походить від річки Кам'янка, яка оминає півострів з одного боку, а Дніпро, в який вона впадає — з іншого.

## Історія досліджень

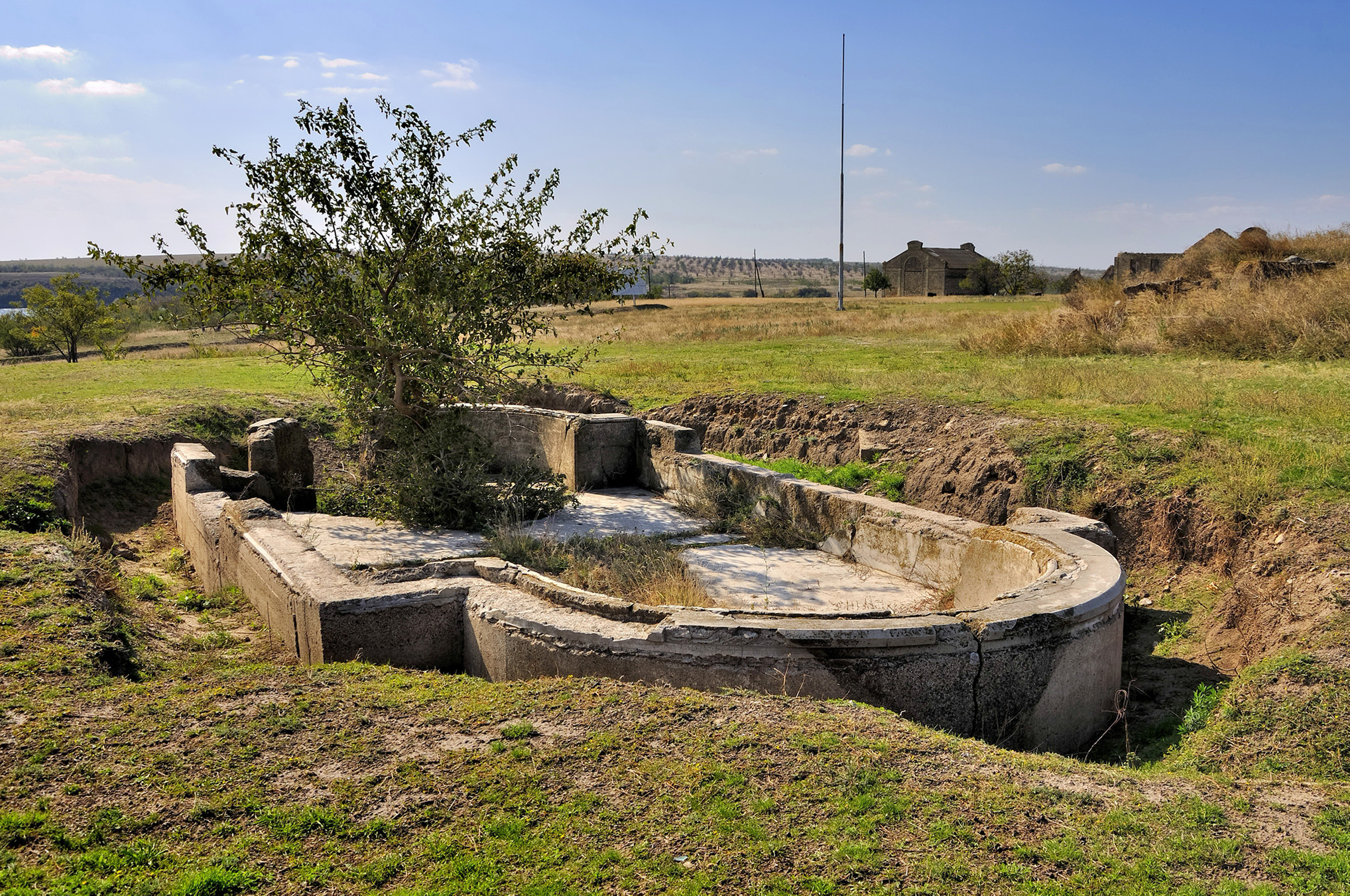
Територія колишньої Кам'янської Січі.

Обстеження Кам'янської Січі розпочалося в першій половині 19 століття Одеським товариством історії та старожитностей. В наукових записах цього товариства міститься перший опис городища Кам'янської Січі.
У другій половині 19 та на початку 20 століть історико-археологічна пам'ятка обстежувалася істориками візуально.
У 1856 році Кам'янську Січ обстежував український письменник і етнограф Олександр Афанасьєф-Чужбинський. Перед його очима вона постала вже занехаяною:
|  | Уздовж берега розсипано кілька запорозьких могил, валяються занедбані три потрощені хрести з попсованими написами, а трохи вище, під дикою грушею похилився хрест над Могилою Костя Гордієнка.... |

У 1887 році на замовлення відомого знавця запорозької старовини Дмитра Яворницького, землемір Спаський виконав тогочасну топографічну зйомку історичного району (було знято план городища).
У 1913 році на Кам'янській Січі були проведені перші археологічні розкопки, які здійснив Віктор Іванович Гошкевич — директор Херсонського музею старожитностей.
Місце розташування Кам'янської Січі в різні роки досліджував :
- учений початку 20 століття Веніамін Петрович Семенов-Тян-Шанський, який записав народну думу про Гордієнка[6];

- дослідники старовини Л.Чирков та А.Скальковський.

В 1953 році, перед заповненням Каховського водосховища, на комплексі пам'ятки було проведено дослідження під керівництвом Федора Копилова, яке дозволило реконструювати первісний вигляд козацького куреня в Кам'янській Січі. За формою він являв собою прямокутну напівземлянку, заглиблену на пів метра в ґрунт. Його стіни та підлога були викладені дерев'яними колодами («стовпнею»). Розмірами курінь сягав завдовжки 10 метрів та завширшки майже 6 метра.
У 1971-1975 роках експедиція Державного історико-культурного заповідника на острові Хортиця, під керівництвом Олександра Всеволодовича Бодянського проводила археологічні розкопки. Науковці, серед яких були Сокульський Арнольд Леонідович та Юра Роман Олександрович досліджували невеличкі пагорби, які виявилися залишками залізоплавильних печей.
З 1975 року постійні охоронні обстеження Кам'янської Січі проводились М. П. Оленковським (кандидат історичних наук, фахівець у галузі дослідження та охорони пам'яток археології, Лауреат всеукраїнської міжгалузевої премії імені Вікентія Хвойки у сфері охорони пам'яток археології, автор понад 200 наукових праць).
Наприкінці 1980-х років, в контексті програми «Запорозька Січ: зруйноване й уціліле», археологічні дослідження на місці городища Кам'янської Січі проводив Володимир Ленченко.
Обстеження Кам'янської Січі здійснювали співробітники науково-дослідницького центру «Часи — Козацькі». Створений він Дмитром Яковичем Телегіним у 1991 році, при Українському товаристві охорони пам'яток історії;.
У 1989-1991 роках спільна експедиція Інституту археології АН України та заповідника «Хортиця», під керівництвом А. О. Козловського та
В. Є. Ільїнського завдяки трирічним розкопкам, отримала ґрунтовну інформацію про об'єкти Кам'янської Січі. Експедицією уточнено розміри та кордони Січі та зафіксовано її різноманітні будівельні комплекси.
Подальші дослідження відновилися лише у 2009 році, коли територія Кам'янської Січі ввійшла до складу Національного заповідника «Хортиця».
У 2009 р. проводилися розкопки під керівництвом В. Є. Ільїнського.
У 2011 р. розвідувальні роботи з локалізації залишків січового кладовища проводив Д. Д. Никоненко.
Також фахівці Національного заповідника «Хортиця» проводили археологічні розкопки на території Кам'янської Січі в селі Республіканець, що на Херсонщині у 2017 й 2018 роках.

## Структура Кам'янської Січі

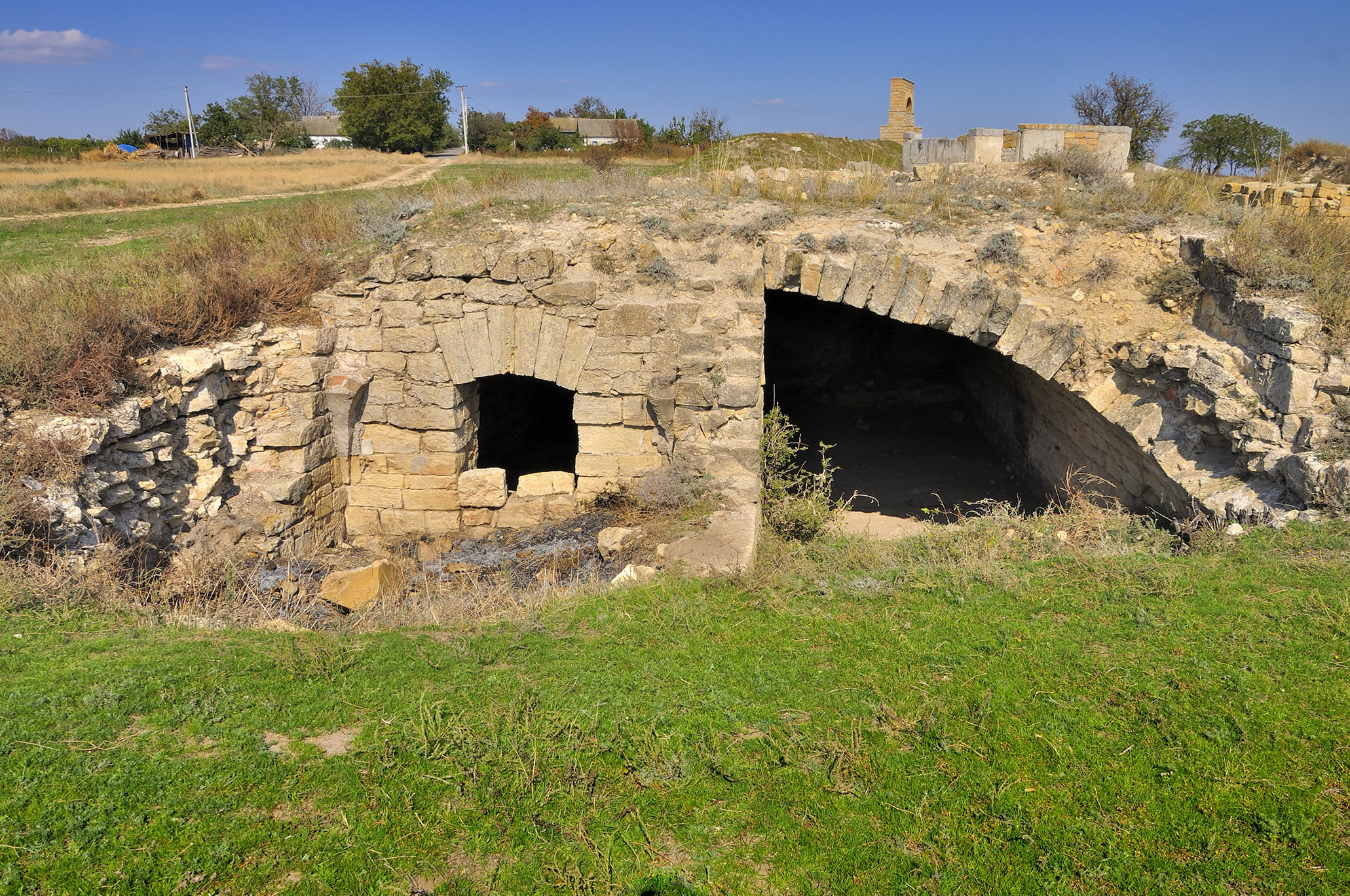
Козацькі катакомби (помешкання та споруди) на території колишньої Кам'янської Січі.

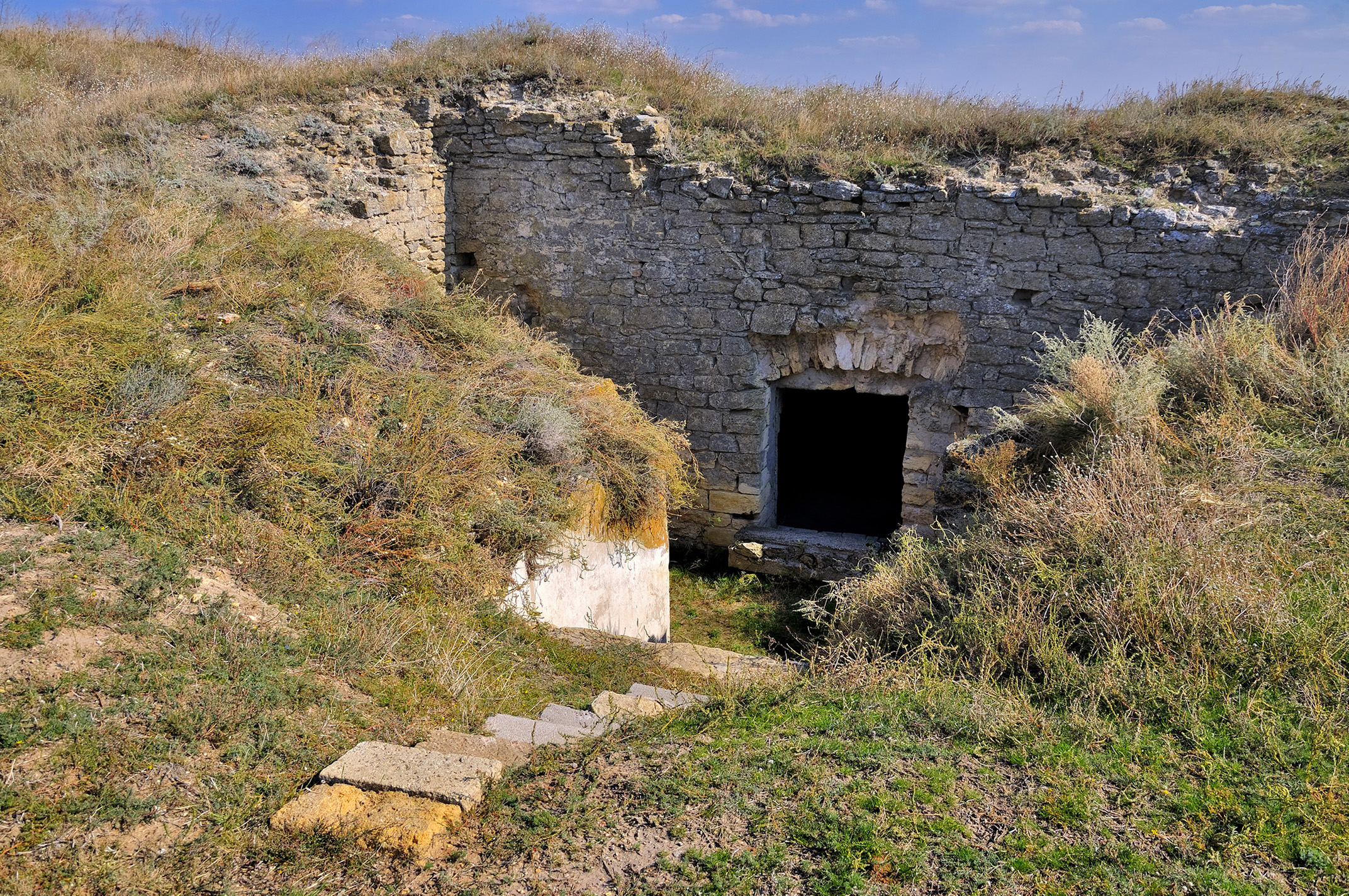
Козацькі катакомби (помешкання та споруди) на території колишньої Кам'янської Січі.

З археологічних досліджень відомо, що Січове укріплення мало вигляд неправильного чотирикутника розмірами 245х140х260х80 метрів. Посеред Січі знаходився майдан для рад, навколо — склади для провіанту, набоїв й зброї, курені-казарми, похідна церква.
Описуючи городище на Кам'янці, Д. І. Яворницький стверджував що вся Січ, начебто була оточена мурованою огорожею, від якої на кінець 19 ст. збереглися лише поодинокі камені. Розміри січового укріплення він визначав так «… 115 сажнів у довжину зі сходу, 66 сажнів із півночі, 123 сажнів від заходу, 36 сажнів з півдня».
На думку вченого, за формою Кам'янська Січ мала такий вигляд: посередині неї тягнувся майдан завширшки 6 сажнів на півночі та 3 — на півдні, обабіч якого розміщувалося близько сорока скарбниць та куренів. Один ряд куренів йшов вздовж Козацького Річища, з виходом на захід, а інших три ряди йшли від степу в бік Кам'янки з виходами на схід та захід. Між останніми трьома рядами простягалася площа, розміри якої дорівнювали першій. Курені займали площу приблизно 21 аршин (близько 15 метрів) завдовжки та 12 аршин (більш як 8,5 метра) завширшки.
На території історико-археологічної пам'ятки запорозького козацтва, збереглись усі три основні складові її частини:
- Передмістя з житловими будинками, шинками, виробничими та ремісничими майстернями (металургійні, плавильні, ковальські, зброярські, гончарні), господарчими спорудами й базаром.

Шинок з великим льохом, де знайдені кістки коня, свині, кози, вівці, рогатої худоби, оленя, косулі, дикої й свійської птиці, риби (щуки, коропа, сома, осетрових) — перший козацький запорозький шинок, що археологічно досліджений. Неподалік від нього досліджено наземну споруду, з добре вимазаною долівкою та кам'яною піччю. Для запорозького будівництва піч з каменю, та тип будівлі є незвичними. Не виключено, що це була скарбниця.
- Кіш (політико-адміністративний центр Запорожжя)- до складу якого входили січова площа, скарбниці та курені.

Напівземлянкові курені складалися з житлової частини та сіней й були з усіх об'єктів досліджень найбільшими. Ще обстеженнями Д. Яворницького на території Кам'янської Січі була встановлена наявність скарбниць та 40 куренів.
Під час археологічних досліджень було знайдено курінь з сінями площею близько 60 квадратних метрів (сіни 13×2 м, житлова частина — 8,8х7,3 м). Його долівка заглиблювалась у землю, стіни із жердин, переплетених хмизом і обмазаних глиною мали стовпову конструкцію. Під його стінами знайдені рибні кістки (основну їжу козаків складала риба), фрагменти скла від келихів, кварт, чарок, зелених різнокаліберних пляшок, черепки від полив'яних тарілок та чашок — піал, глечиків, українських кухлів та козацьких люльок-носогрійок.
З металевих виробів знайдені частини цвяхів, ножів, дробинку, бритву, російські та татарські дрібні монетки, срібні сережки. У куті, у ямі від стовпа знайдено 8 срібних монет.
Курінь мав дах з дерну або очерету, скляні шибки, піч. У центрі житла був стіл, обабіч лавки, під стінами — нари-лежанки.
- Козацький цвинтар першої половини 18 століття (на якому збереглася могила кошового — Костя Гордієнка, з насипаним на ній курганом).

## Могила Костя Гордієнка

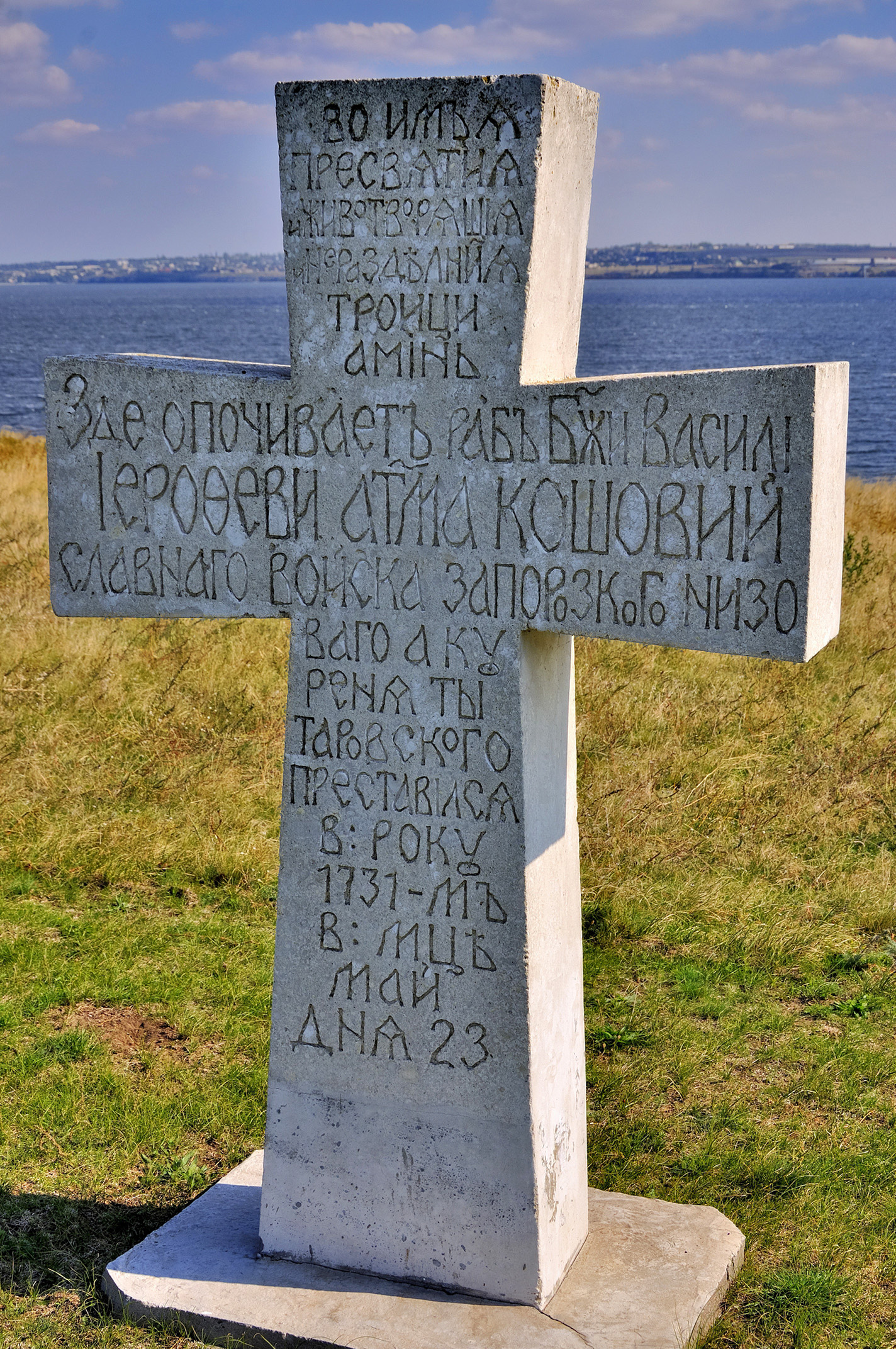
Територія колишньої Кам'янської Січі.

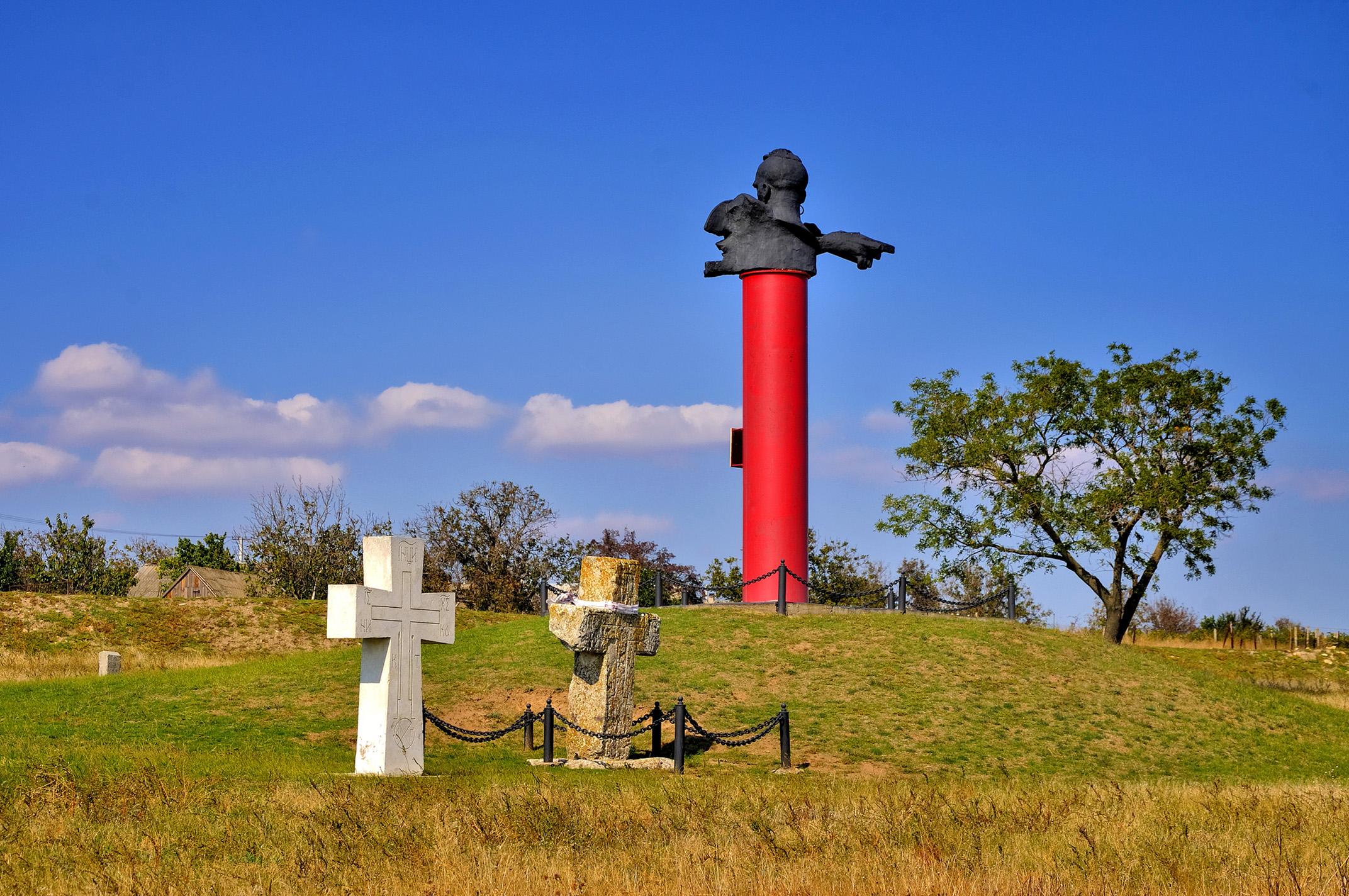
Територія колишньої Кам'янської Січі.

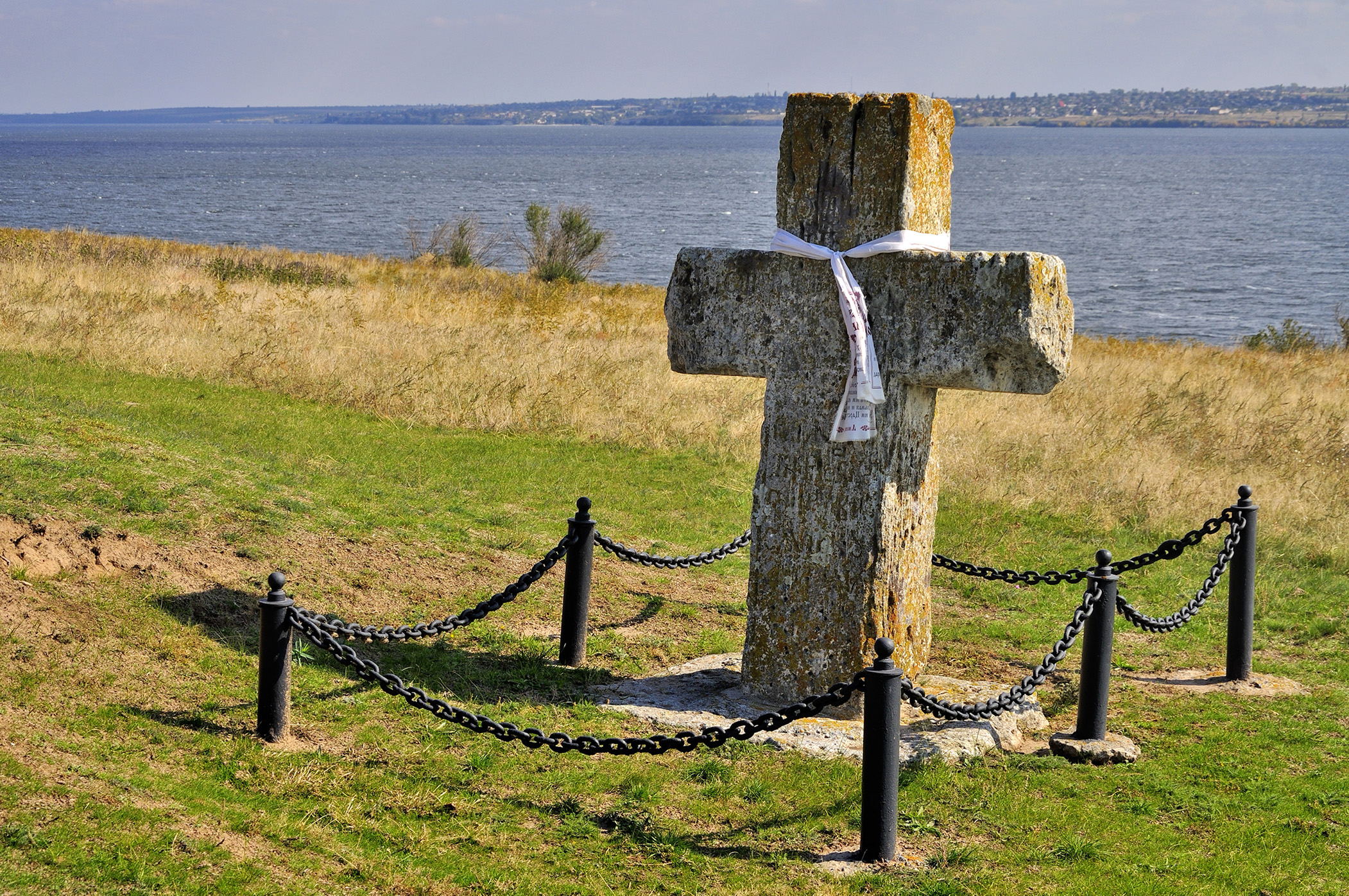
Територія колишньої Кам'янської Січі.

Кошовий отаман Січі Кость Гордієнко помер у 1733 році, у Кам'янській Січі. За особливі заслуги Гордієнка перед Запорожжям та Україною, Запорозьке товариство насипало над його домовиною курган. Відомо, що його могила мала понад 40 метрів у діаметрі та п'ятиметрову висоту. Зверху, на постаменті, стояв хрест, витесаний з брили пісковику, заввишки 189 сантиметрів.
Ця могила, як і монументальний хрест, збереглася і по теперішній час, але від кургану залишився невеликий горб, кам'яний хрест з особливою лицарською геральдикою та козацькою символікою вже значно пошкоджений й продовжує руйнуватись. Зі східного боку на хресті зображено розп'яття і поміщена козацька арматура: шаблі, списи, литаври, гармати на невеликих колесах.
Із західного боку, в самому верху, висічена фаза місяця, біля місяця вибитий хрест і квітка. Нижче на хресті, мистецько-довершеним українським скорописом першої половини 18 ст. зроблено напис:
|  | Во імя Отца і Сина І Святого Духа. Здє опочіваєт раб Божій Константін Гордієвич отаман кошовий славного Війська Запорожського Низового, а куріня Платнирівського: преставився року 1733, мая 5 числа . |

Колись довкола могили кошового Гордієнка знаходилося ціле козацьке кладовище. Прямий спадок останнього кошового Запорізької Січі Петра Калнишевського — Микола Вертильяк (який володів маєтностями поблизу Кам'янки) повідомляв, що під 1844 рік територія була вкрита хрестами 
|  | .. не більш як років з п'ятнадцять тому кладовище колишньої на річці Кам'янці Січі Запорозької було вкрите хрестами й намогильними пам'ятками з написами; навіть фортечні вали зберігали обличкування з тесаного каменю. Тепер усе знищено. На кладовищі лишилося тільки чотири хрести. Один з них без напису, на іншому стерся від часу так, що нічого не можна розібрати; зате написи двох інших (малися на увазі хрести на могилах кошових Костя Гордієнка та Василя Єрофейовича) збагачують нас досить важливими відомостями з історії Запорожжя . |

Він бачив 4 надгробки, два з яких описав. Перший- на могилі Гордієнка, який зберігся до нашого часу. На другому, який до нашого часу не зберігся, було написано:
|  | Во имя Пресвятыя и животворящія и неразделныя Тройцы, Аминь. Зде опочивает раб Божий Васілій Іерофеевич атаман Кошовій славного войска Запорожского Низового а куреня Тытаровского Преставися в року 1731-м в месяце май. Дня 23 . |

Яворницький бачив імена козаків на інших хрестах — Яків та Федір. Ці надгробки стояли осторонь маленьких курганів десь за 300 м на північний схід від центру Січі.
Могила кошового насипана у правого берега Дніпра. Південніше від місця поховання лежать залишки куренів колишньої Кам'янської Січі, а в трьохстах кроках західніше від могили стоїть садиба землевласника Михайла Федоровича Огаркова(Агаркова), так званий хутір Консуловка, або Разоровка, що дісталася йому, після купівлі, від землевласника Константинова, але отримала свою назву від консула Разоровіча, одного з перших власників хутора.
У 1993 році на честь 200-річчя смерті К. Гордієнка вперше було проведено вшанування його пам'яті на державному рівні. Встановили на його могилі меморіальну дошку.
У 1990 — х роках без дозволу органів охорони пам'яток, козацькою громадською організацією на кургані було встановлено тимчасовий металевий обеліск з символічним погруддям отамана, чим завдано пошкодження насипу кургану.

## Знахідки на території Кам'янської Січі

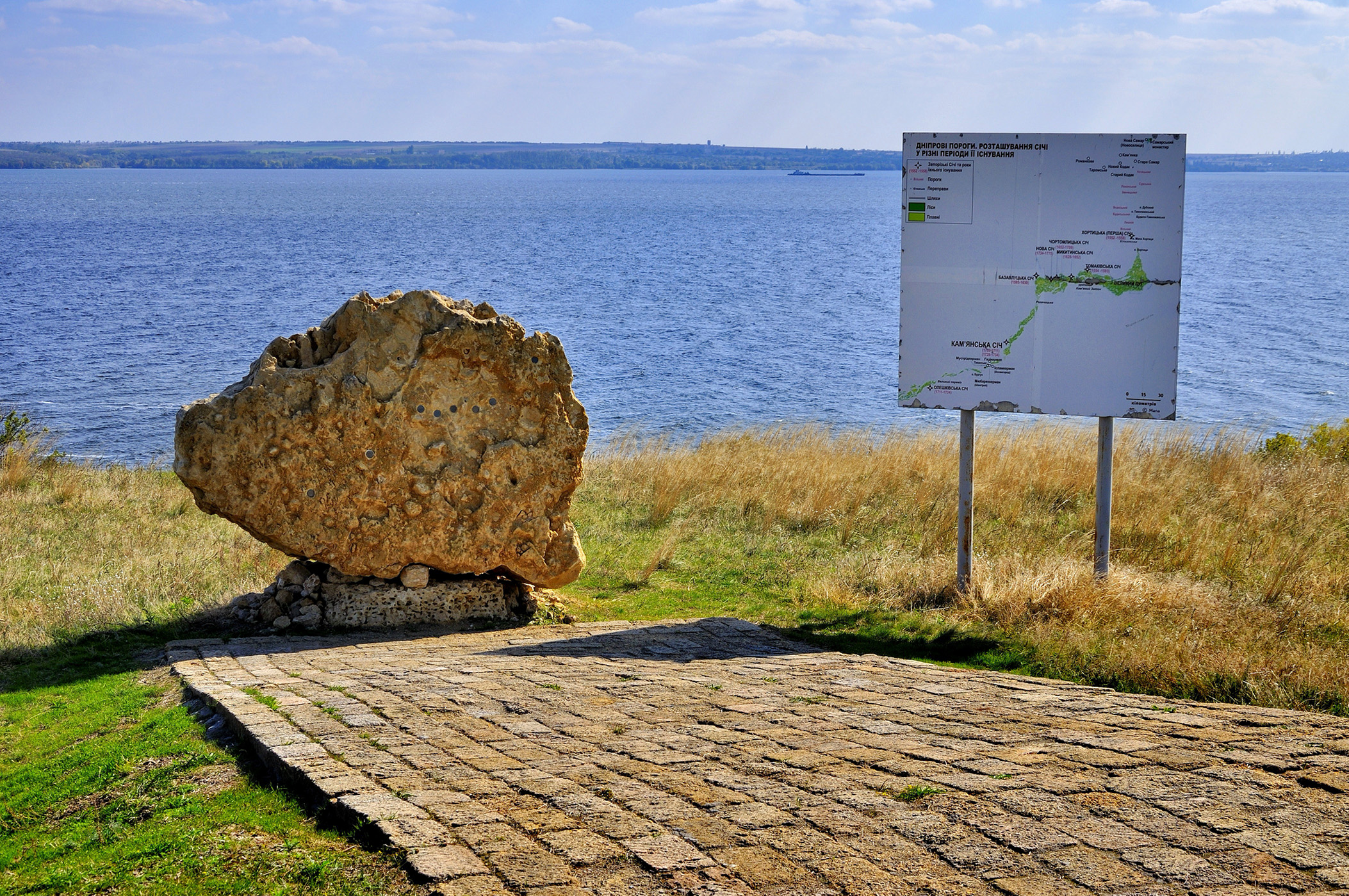
Територія колишньої Кам'янської Січі.

На території історико-археологічної пам'ятки знайдено:
- Козацькі глиняні люльки;
- Кам'яний пест епохи бронзи;
- Срібні монети Кримського ханства[22];[23];
- Пічні полив'яні кахлі.

Поблизу села Республіканець було виявлено:
- Кам'яну плиту з фалічним зображенням ямної культури;
- Матеріали черняхівської культури;
- Скіфське курганне поховання;
- Залишки ранньосередньовічного курганного поховання з конем і підвісками із золотого дроту;
- Фракійський перероблений шолом[25];[26].

На північний захід від села за 0,9 та 2,2 км — два кургани висотою 2 і 7,2 метра.
В червні 2018 року, Національний заповідник «Хортиця» під керівництвом наукового співробітника Анатолія Волкова організував експедицію. Її мета дослідження ремісничого передмістя, де свого часу розташовувались виробничі ділянки, які були майже при кожній Січі. Науковці дослідили один із виробничих об'єктів Кам'янської Січі — залізоплавильну піч.
Знахідки:
Керамічні речі
- Дві люльки виготовлені з білої глини, які мають типові квіткові та хвилясті візерунки. Такі люльки виготовлялись безпосередньо козаками з місцевої сировини;
- Декілька фрагментів червоно глиняних люльок (є завезеною річчю з Османської імперії або з кримськотатарського регіону);
- Один тип горщика, що має хвилястий візерунковий орнамент вздовж плечика;
- Інший тип горщиків, які знайдені вперше на цій території;
- Кахлі які вперше виявлені на цій території.

Металеві речі:
- Фрагменти козацької бомби,
- Підкови від чоботів;
- Цвяхи;
- Мушкетні кулі.

Випадкові знахідки місцевих мешканців:
- Хрест — енколпіон;
- Скарб із 28 монет, серед яких переважають кримськотатарські 15-16 ст., декілька російських 18 ст., та одна польська.

Усі речі археологи передали до фондів Національного заповідника "Хортиця.

## Сучасний стан

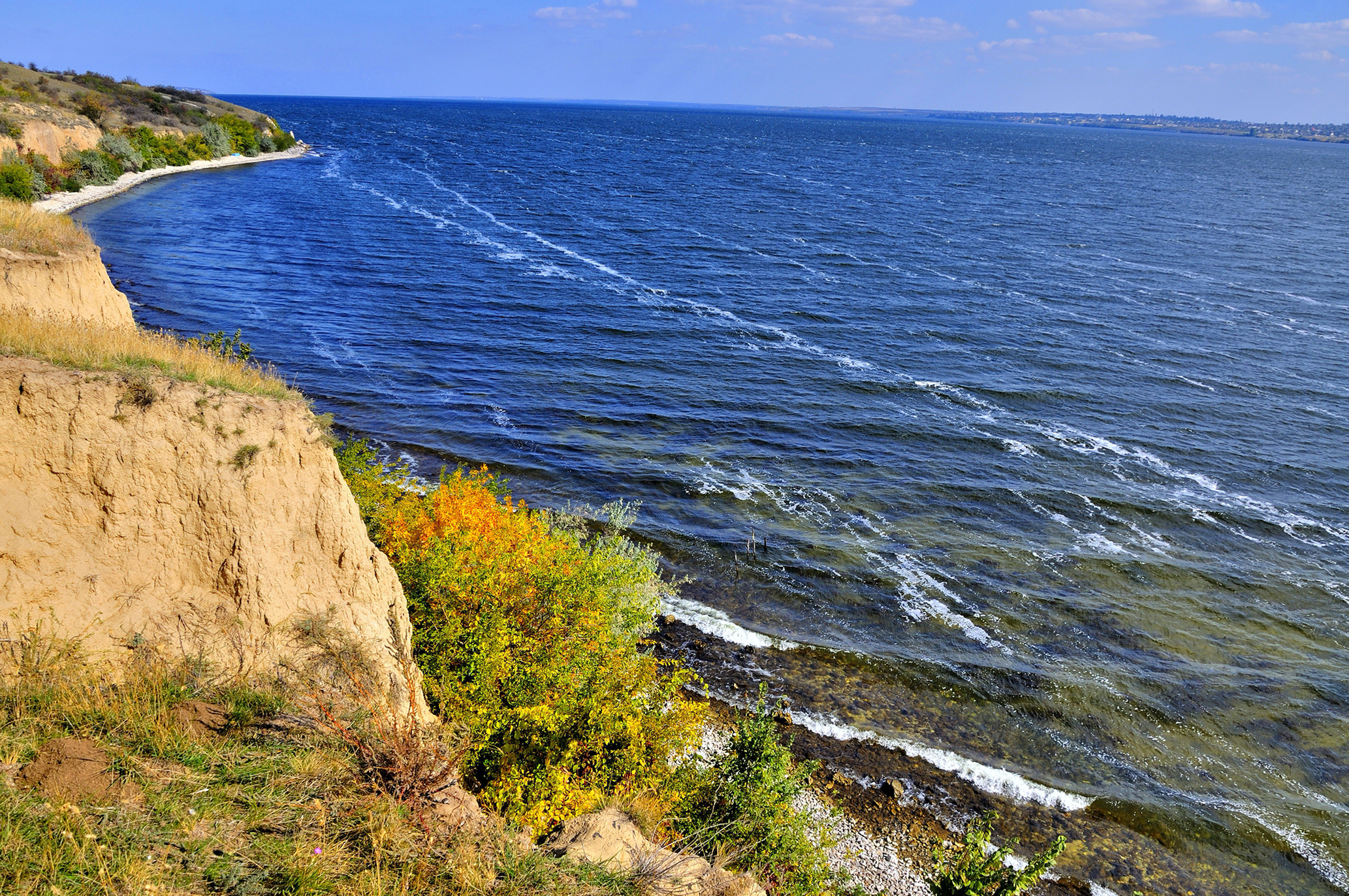
Територія колишньої Кам'янської Січі.

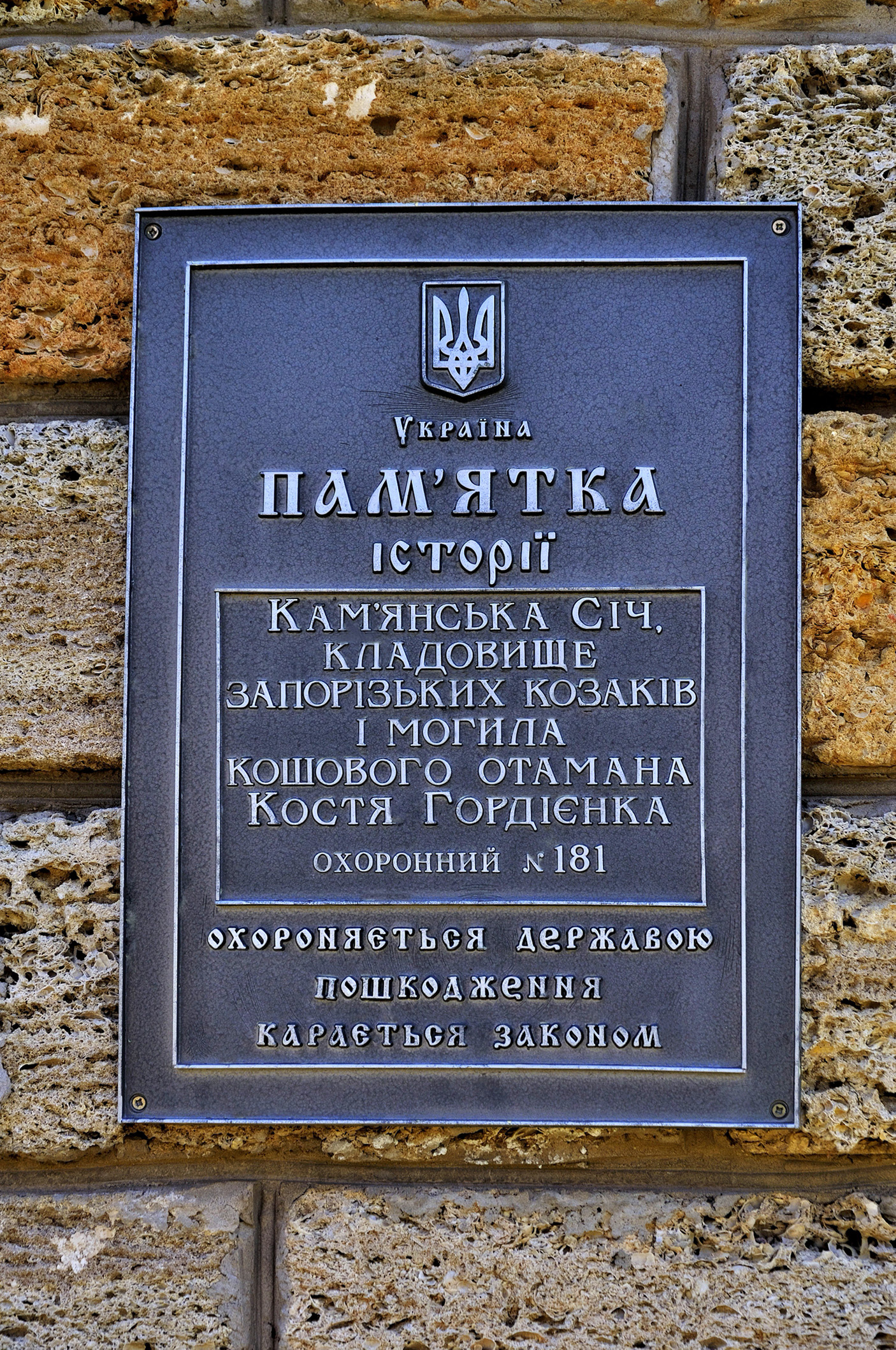
Територія колишньої Кам'янської Січі.

На стан Кам'янської Січі мають вплив природні явища та людський фактор.
Стан території передмістя на Кам'янській Січі вже на 1970 р. значно погіршився, й зараз безпосередньо зазнає антропогенних та природних негативних впливів. Узбережжя Каховського водосховища поступово зазнає ерозії: з початку її будівництва до сьогодні під водою опинилися значні території колишньої Січі. Каховським водосховищем зруйновано східну та південну її частини. Внаслідок чого, майже повністю загинув перший від річки Дніпро ряд куренів, а урвищами прорізано східну її частину;.
Після закріпачення України ці землі перейшли у поміщицьке володіння. Тут був маєток Консулівка або Розорівка, що по черзі належав Байдаку, Розоровичу, Константинову, Єсаулову, Огаркову (Агаркову).

У 1856 році український етнограф та письменник О.С Афанасьєв-Чужбинський відвідавши місця видатної пам'ятки української старовини констатував:
|  | "Поміщик Єсаулов, який володіє цією незвичайною місцевістю, анітрохи не цінує старовину, й долю давніх могил цілком віддав на поталу часу і тваринам, повсюди тривожать прах лицарів степу й освічений поміщик, і неосвічений селянин, і дикі череди" . |

Значна частина пам'ятки знищена сільськими садибами, будівлями поміщика Огаркова.
Так наприкінці 19 століття на території Кам'янської Січі поміщик збудував палац з басейном, парком, скульптурами, водограєм та ґратами. Після встановлення більшовицької влади маєток порожнів. На при кінці 30-х років два брати знімали покрівлю з палацу, мабуть, для своїх осель. Один з них зірвався з даху й розбився. Розлючений його брат підпалив палац, від будівлі майже нічого не лишилося.
До нашого часу на території кам'янської Січі, в напівзруйнованому вигляді збереглися: стайні, винні льохи, басейн, штучний ґрот на схилах Дніпра, який селяни називають «панською курилкою».
Кам'янська Січ є пам'яткою археології національного значення. У 2009 році її було введено до складу Національного заповідника «Хортиця».
Указом Президента України від 11 квітня 2019 року № 140/2019 було прийняте рішення про створення на території Бериславського району Херсонської області, національного природного парку «Кам'янська Січ».
Відповідно до указу протягом 2019—2021 років у постійне користування Національному природному парку «Кам'янська Січ» має бути надано 6013,241 гектара земель, у тому числі з вилученням у землекористувачів, та розроблено проєкт землеустрою щодо відведення земельних ділянок, оформлено речові права на земельні ділянки, а також розроблено проєкт землеустрою з організації та встановлення меж території національного природного парку тощо.
Кожен рік, під час туристичного сезону, Кам'янська Січ стає місцем історико-культурних фестивалів, нових туристичних маршрутів, цікавих екскурсій та відпочинку. Історичне місце постійно збирає мешканців Херсонщини для відзначення державних свят.

## Галерея

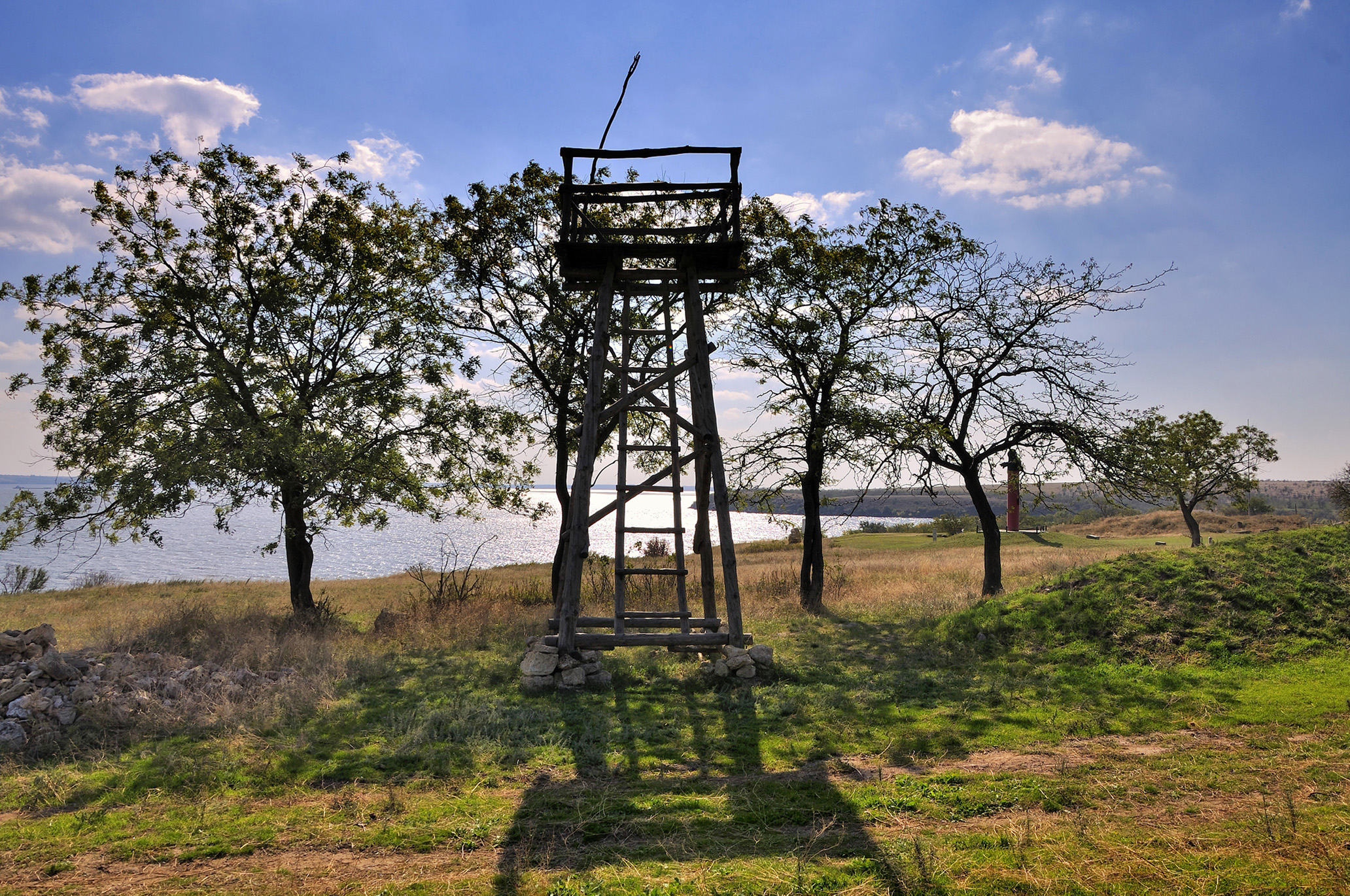
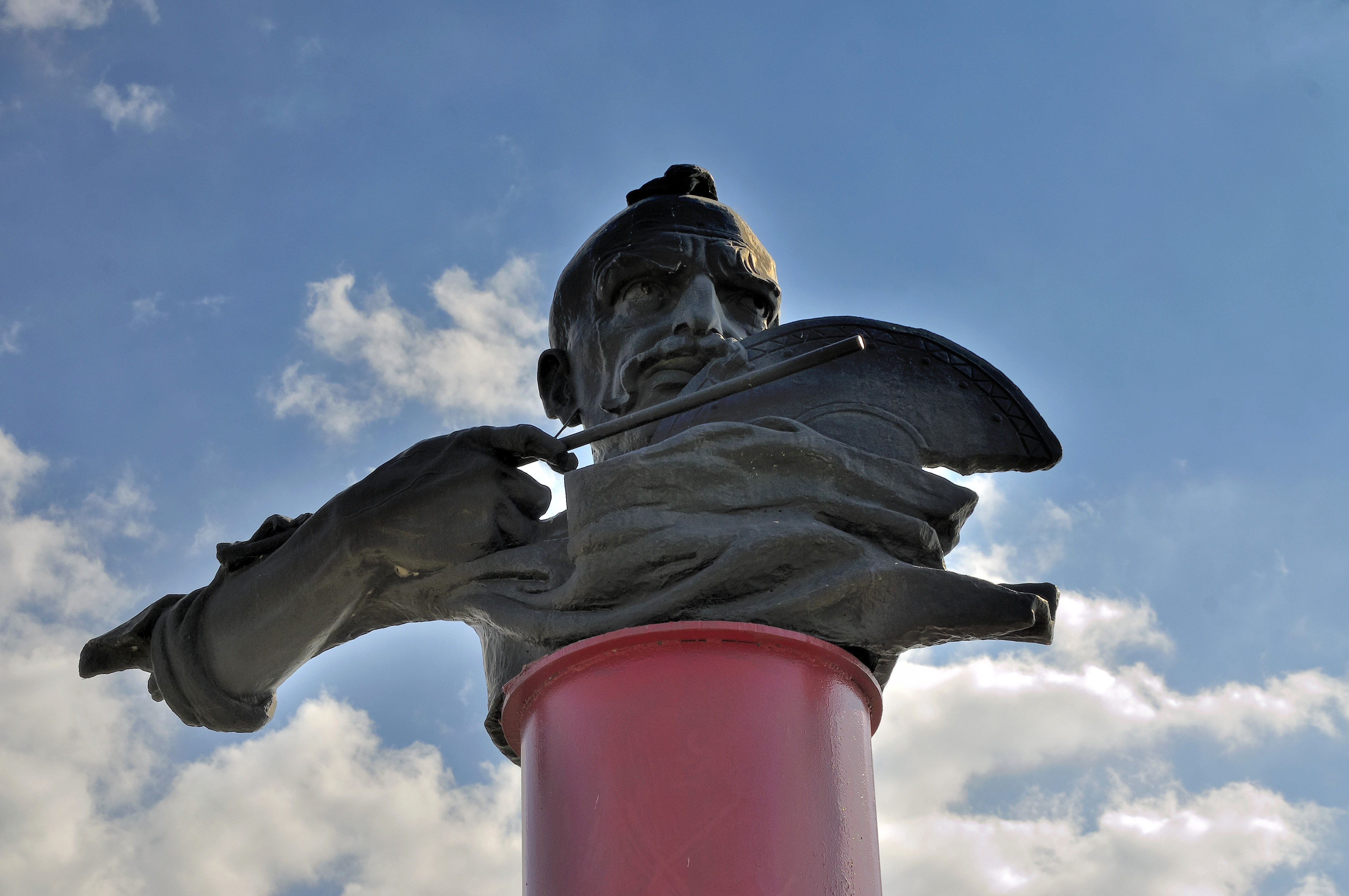
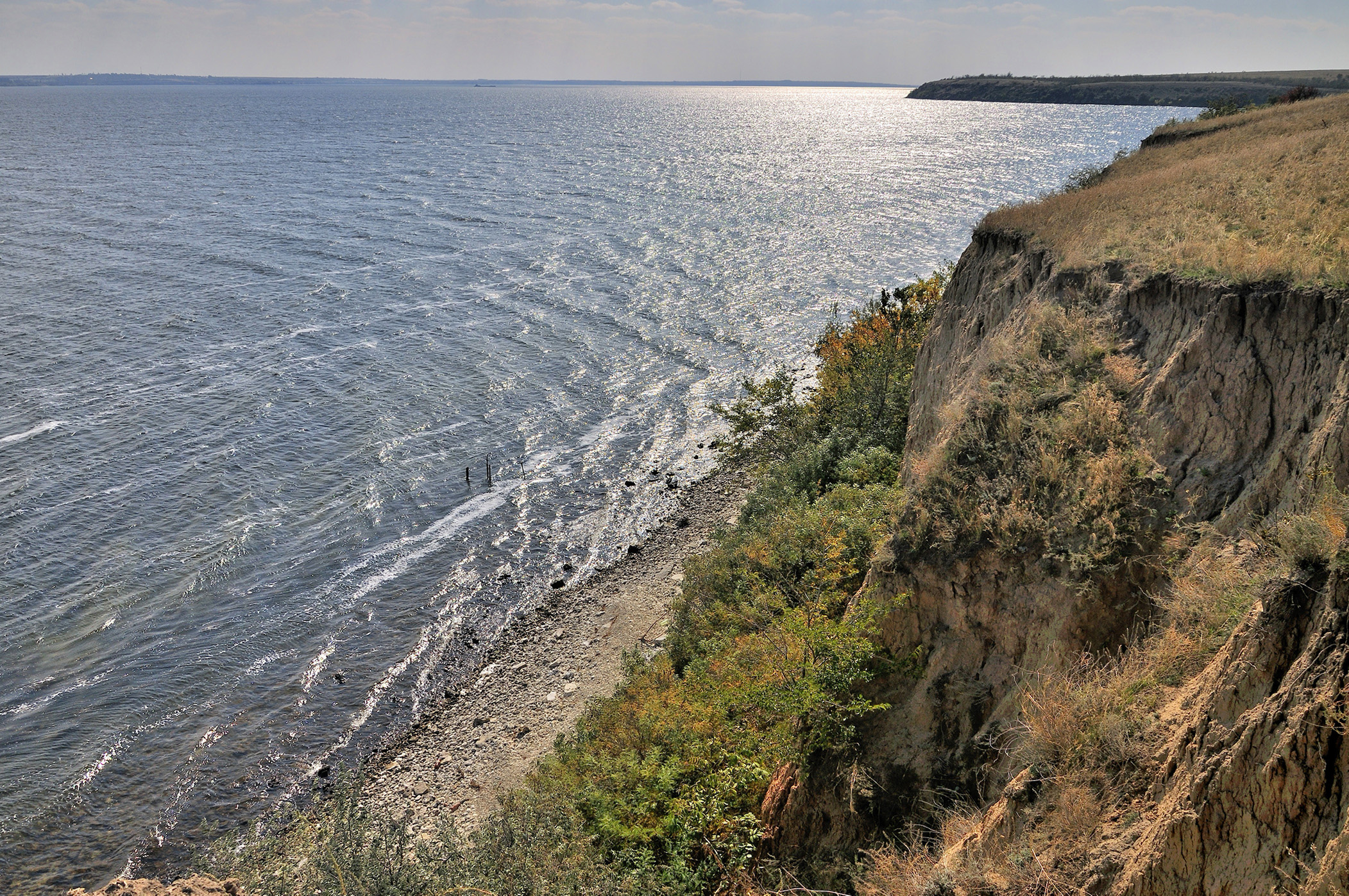
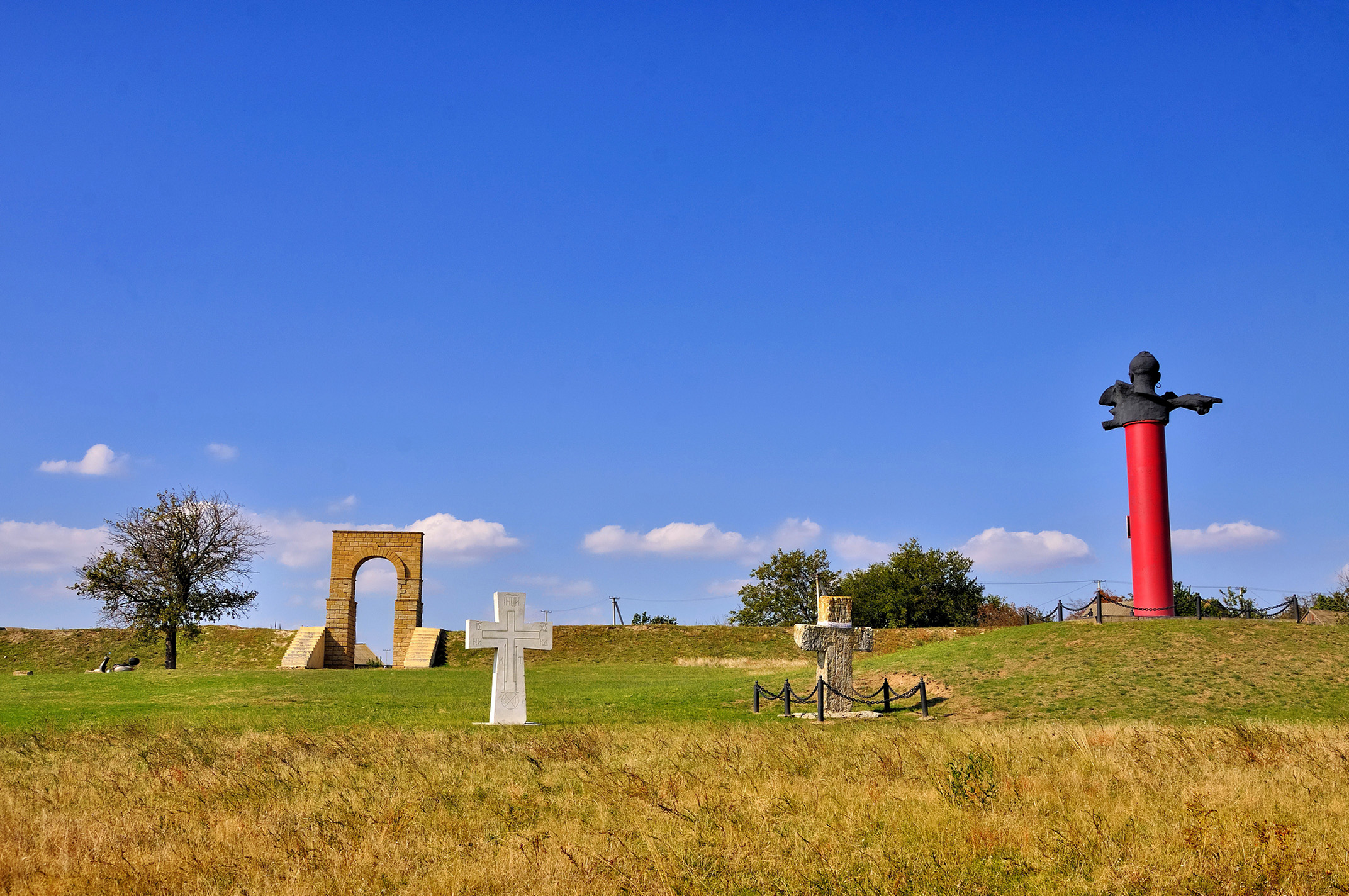
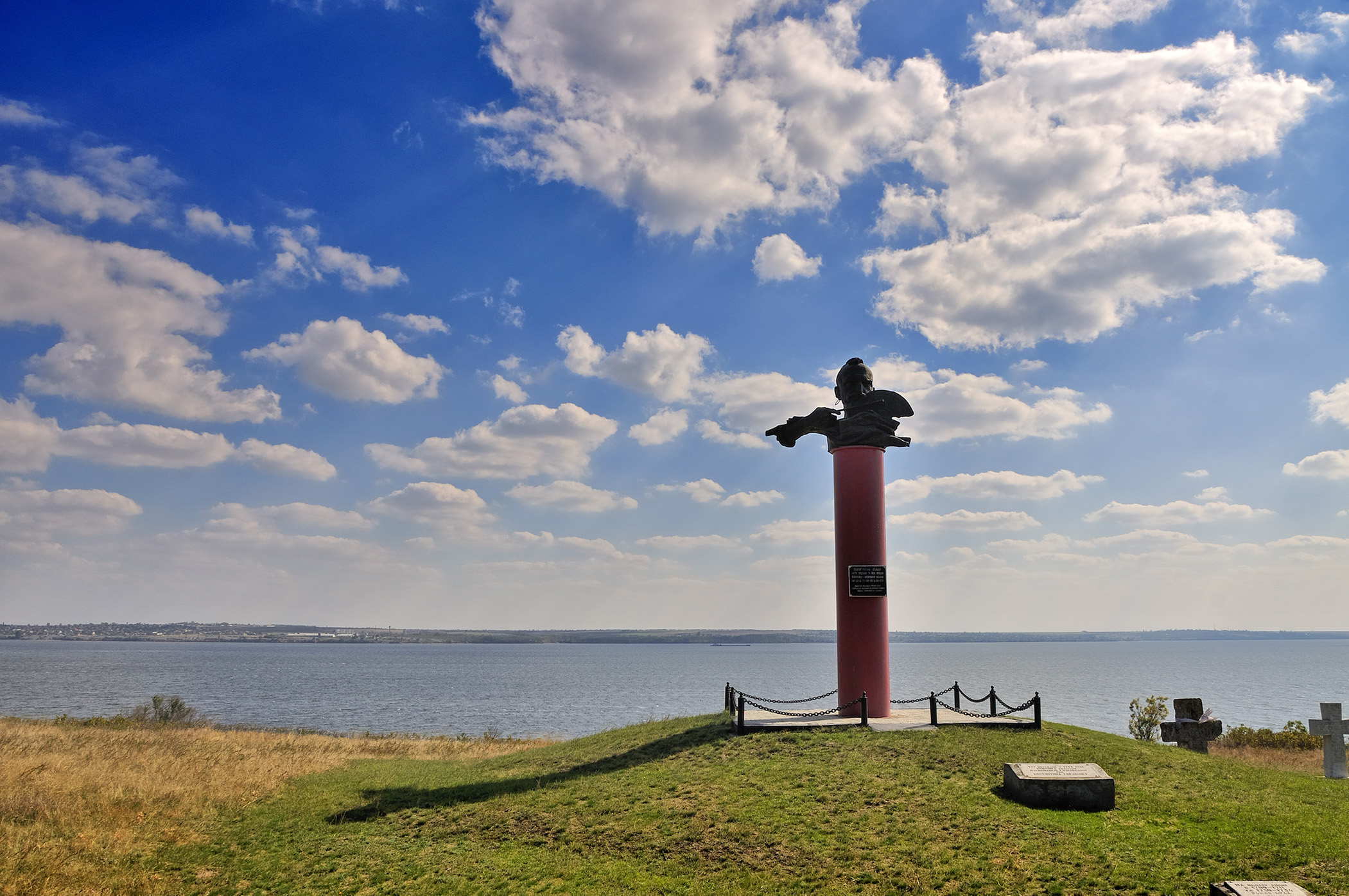
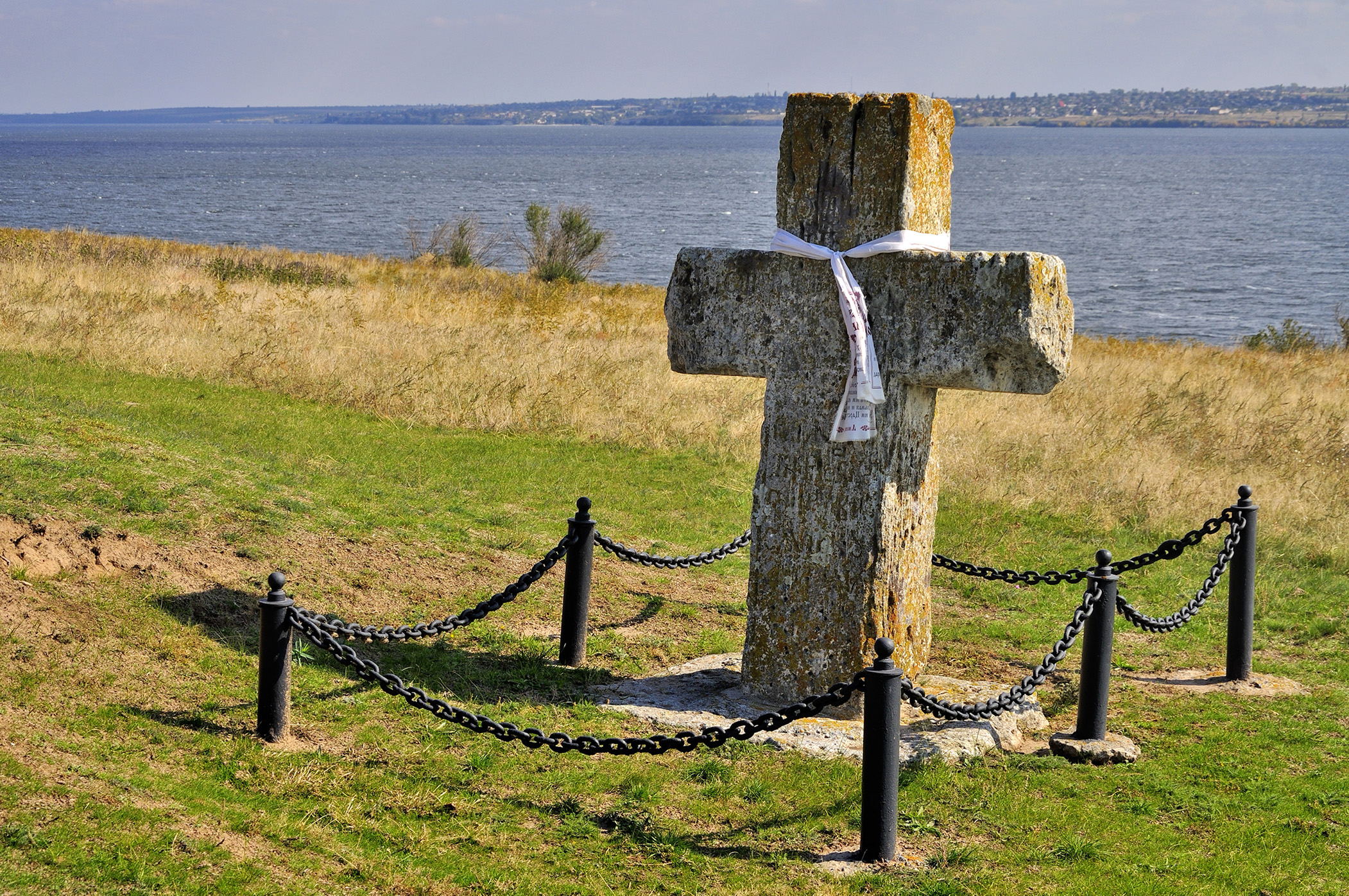
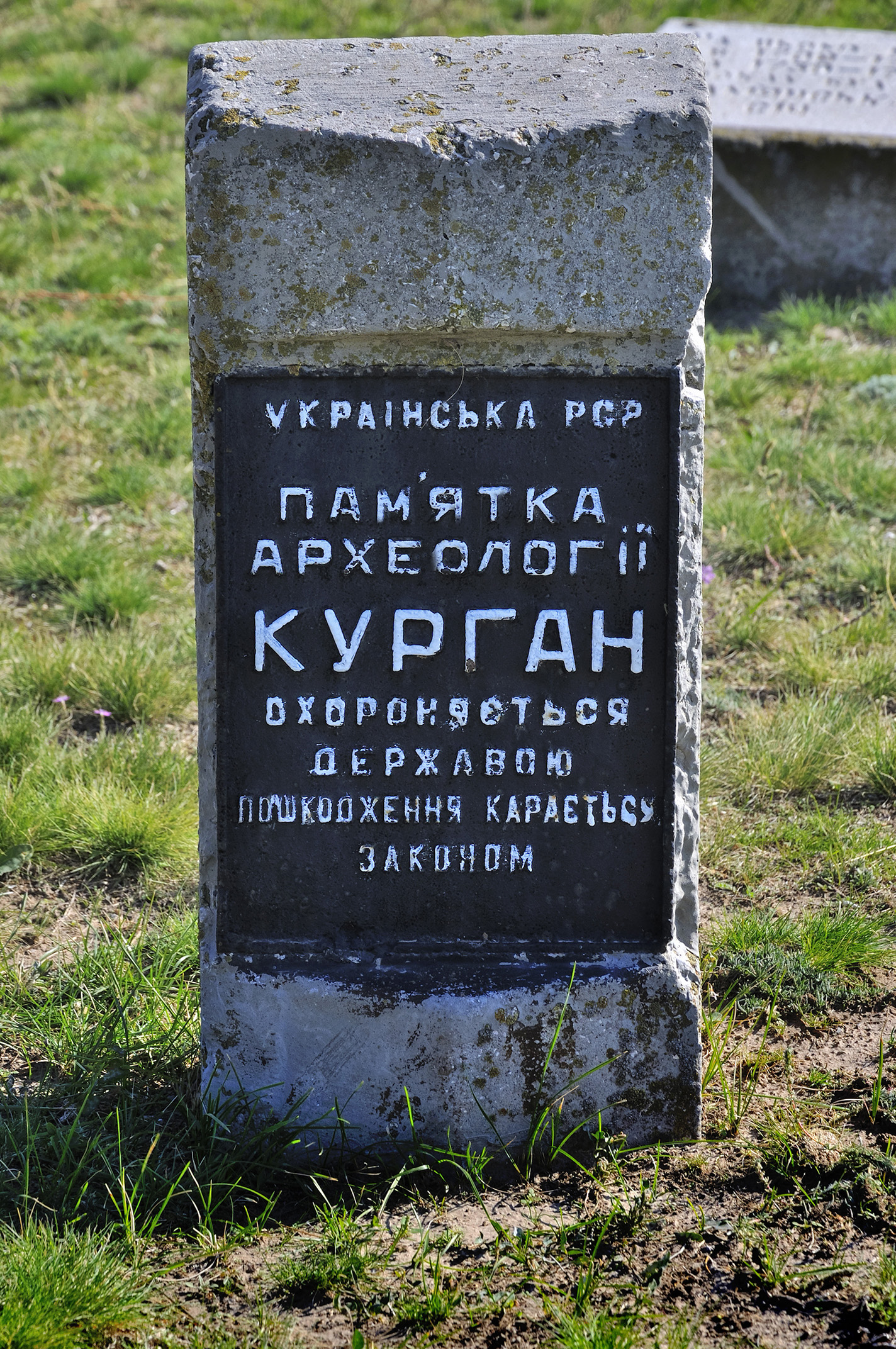
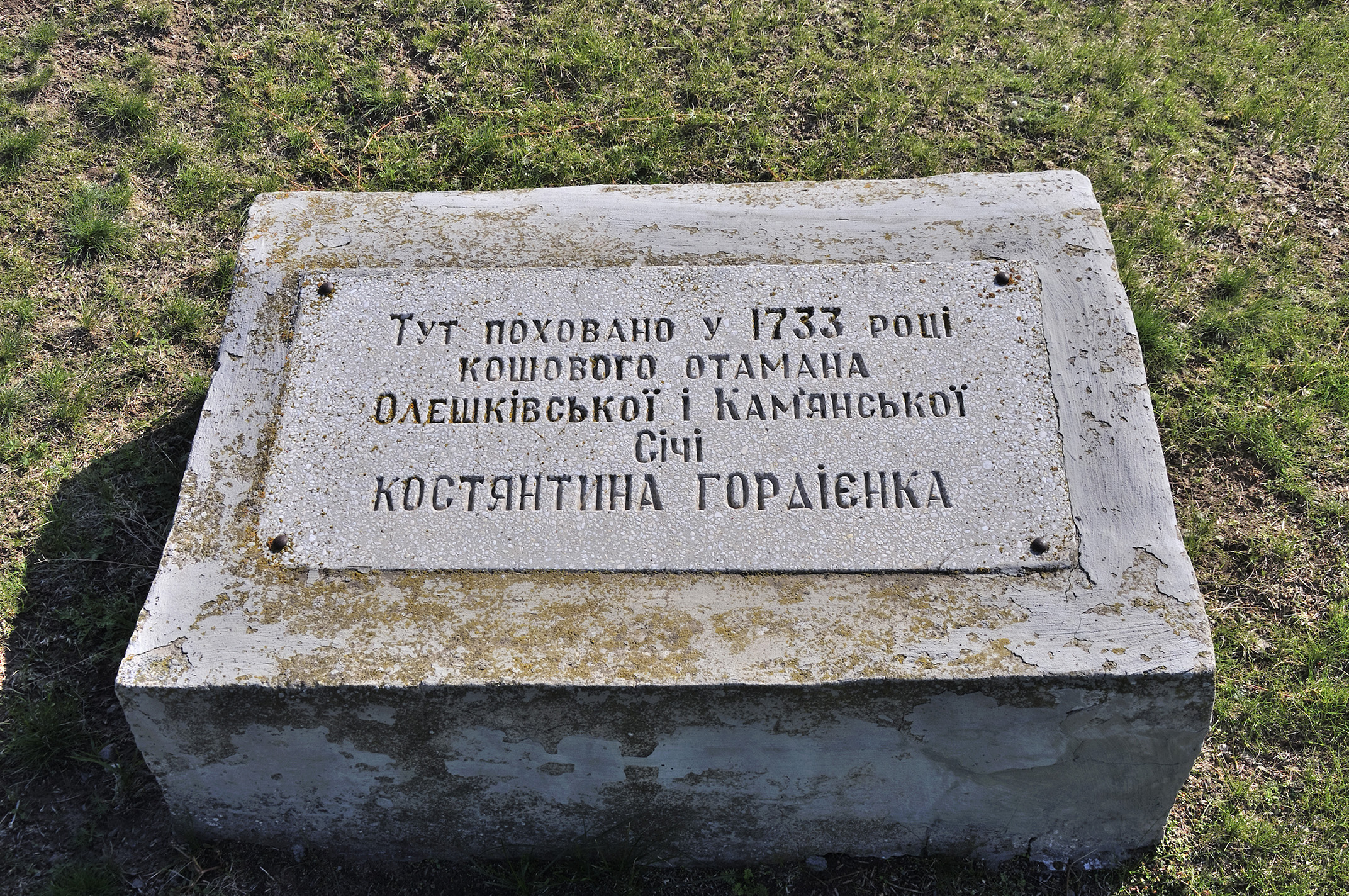
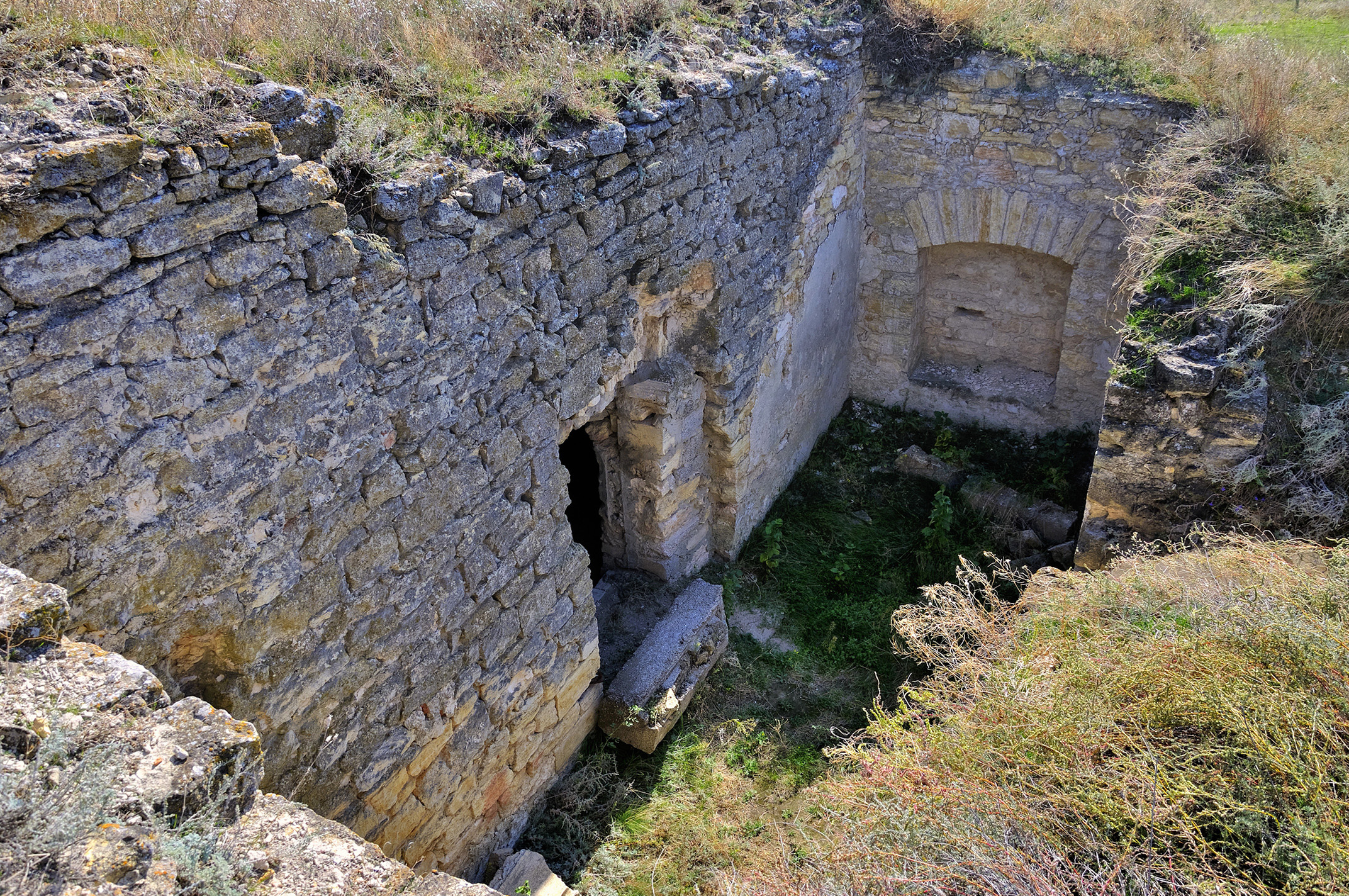
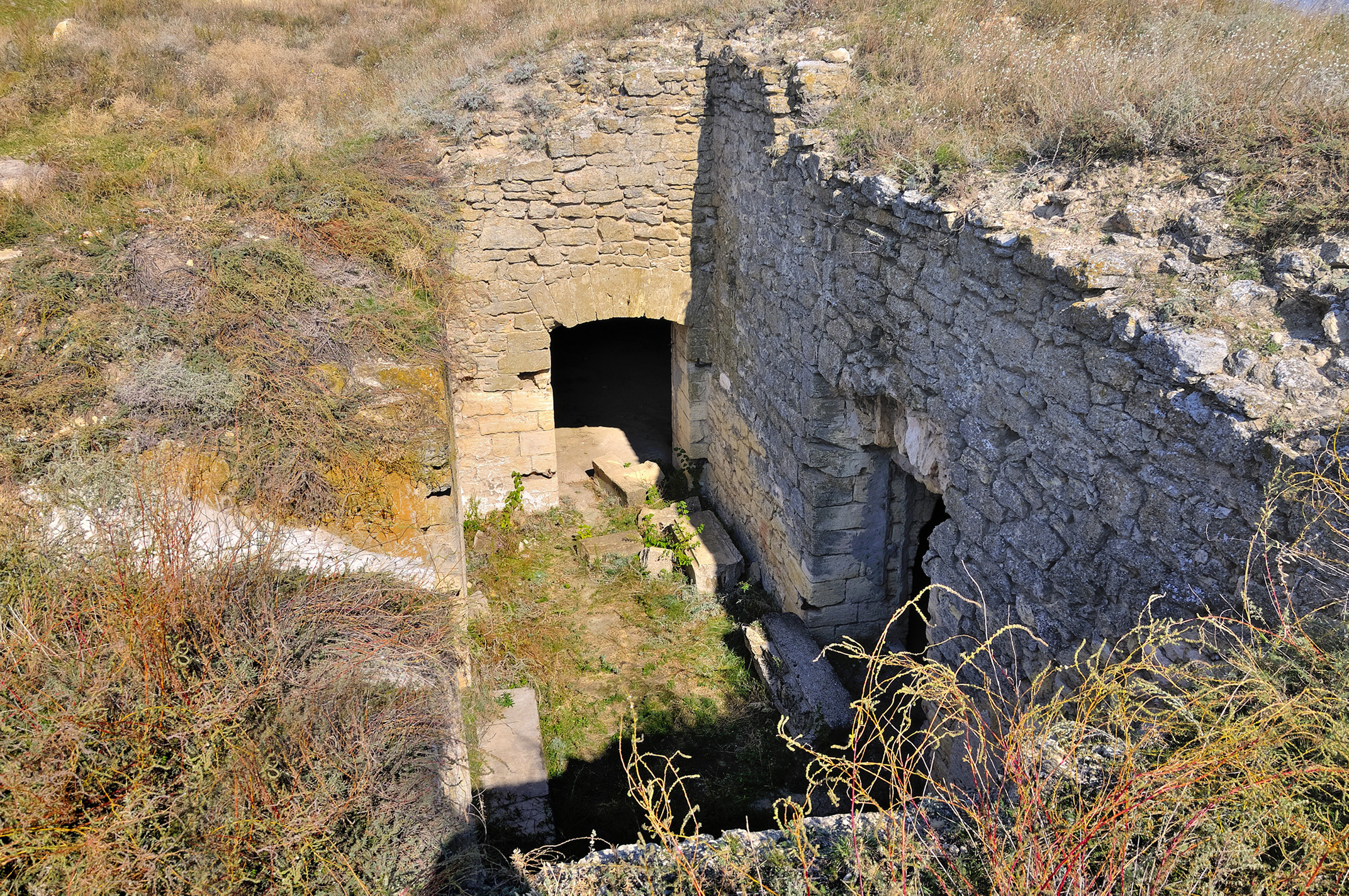
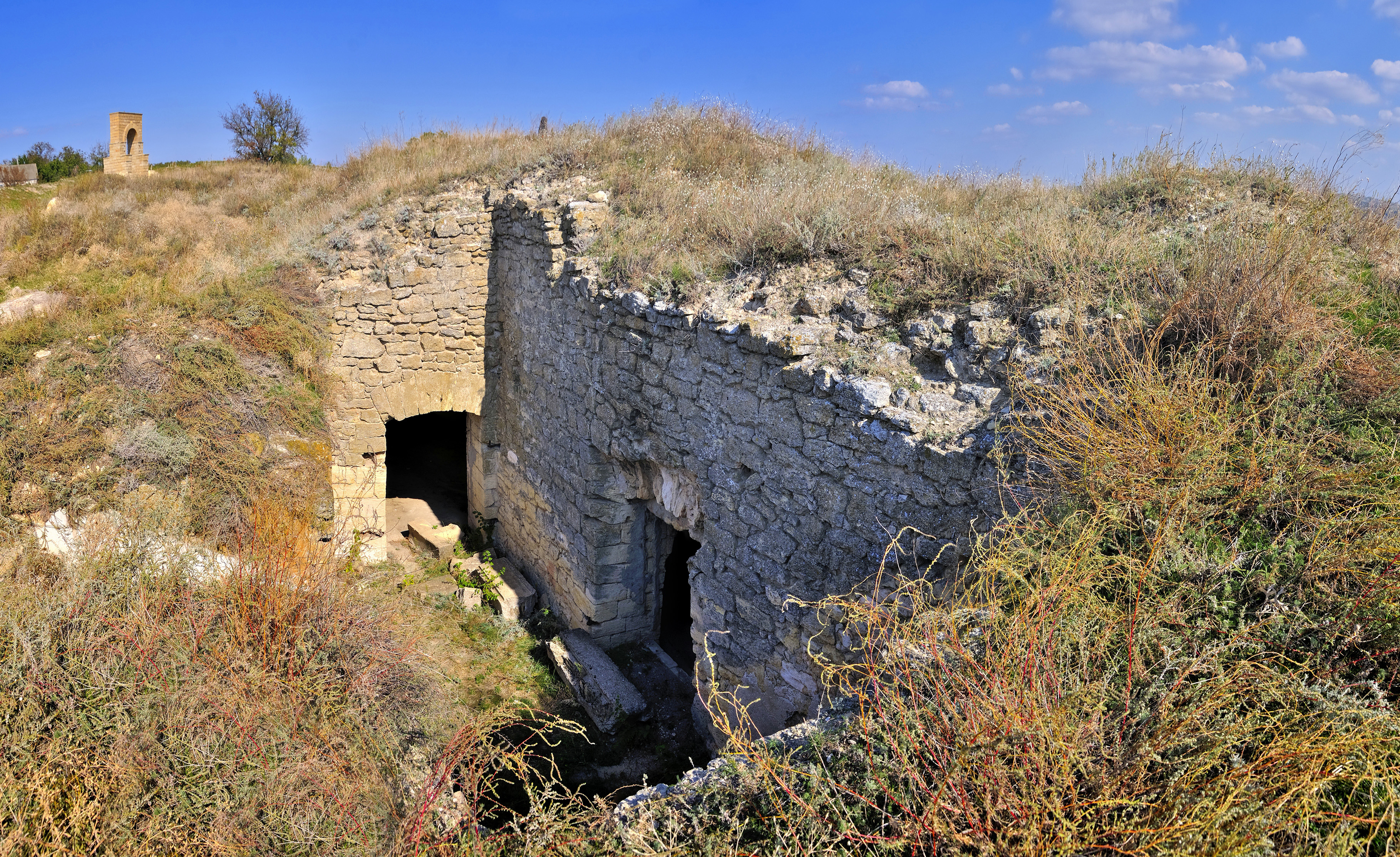
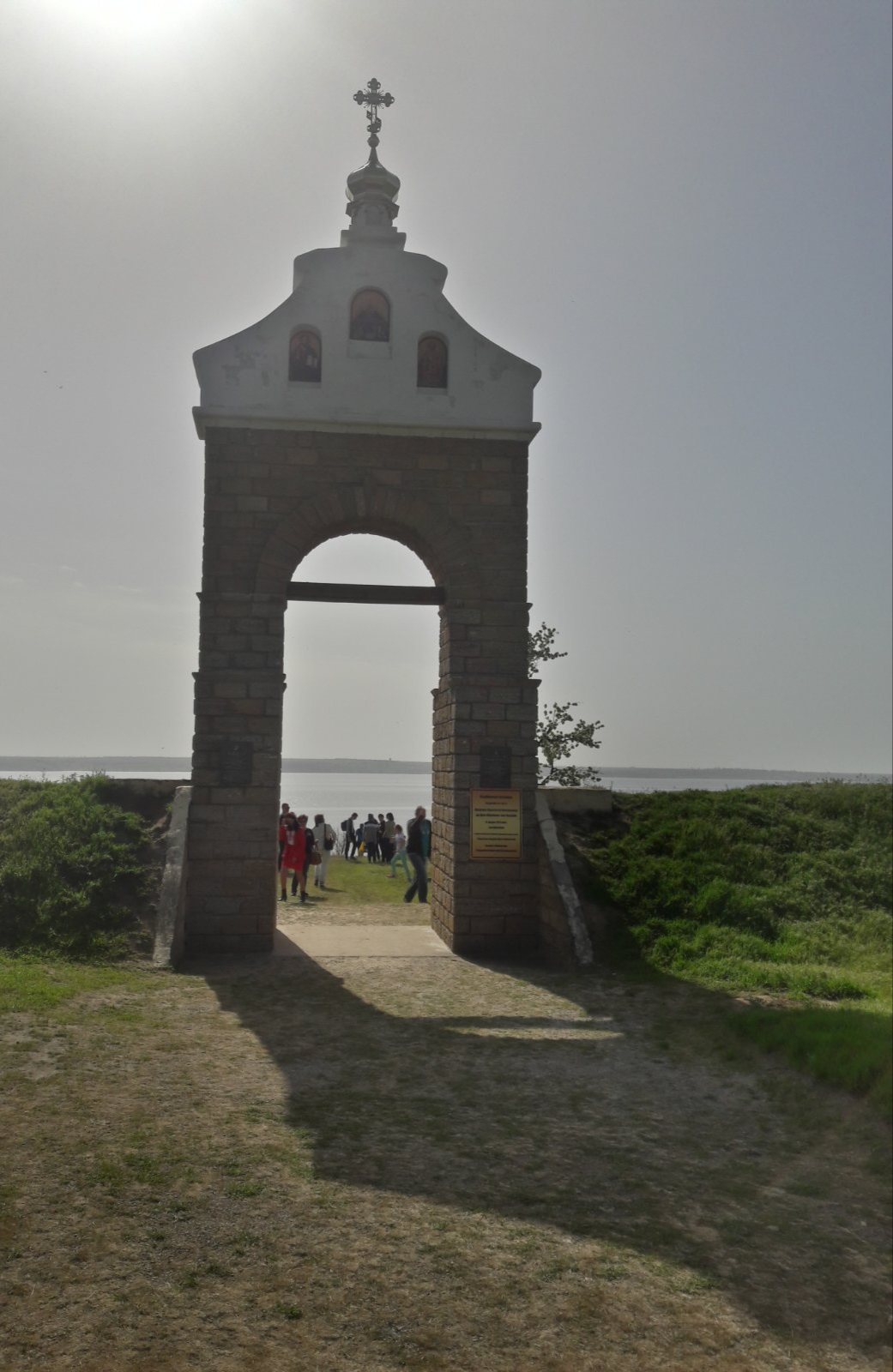
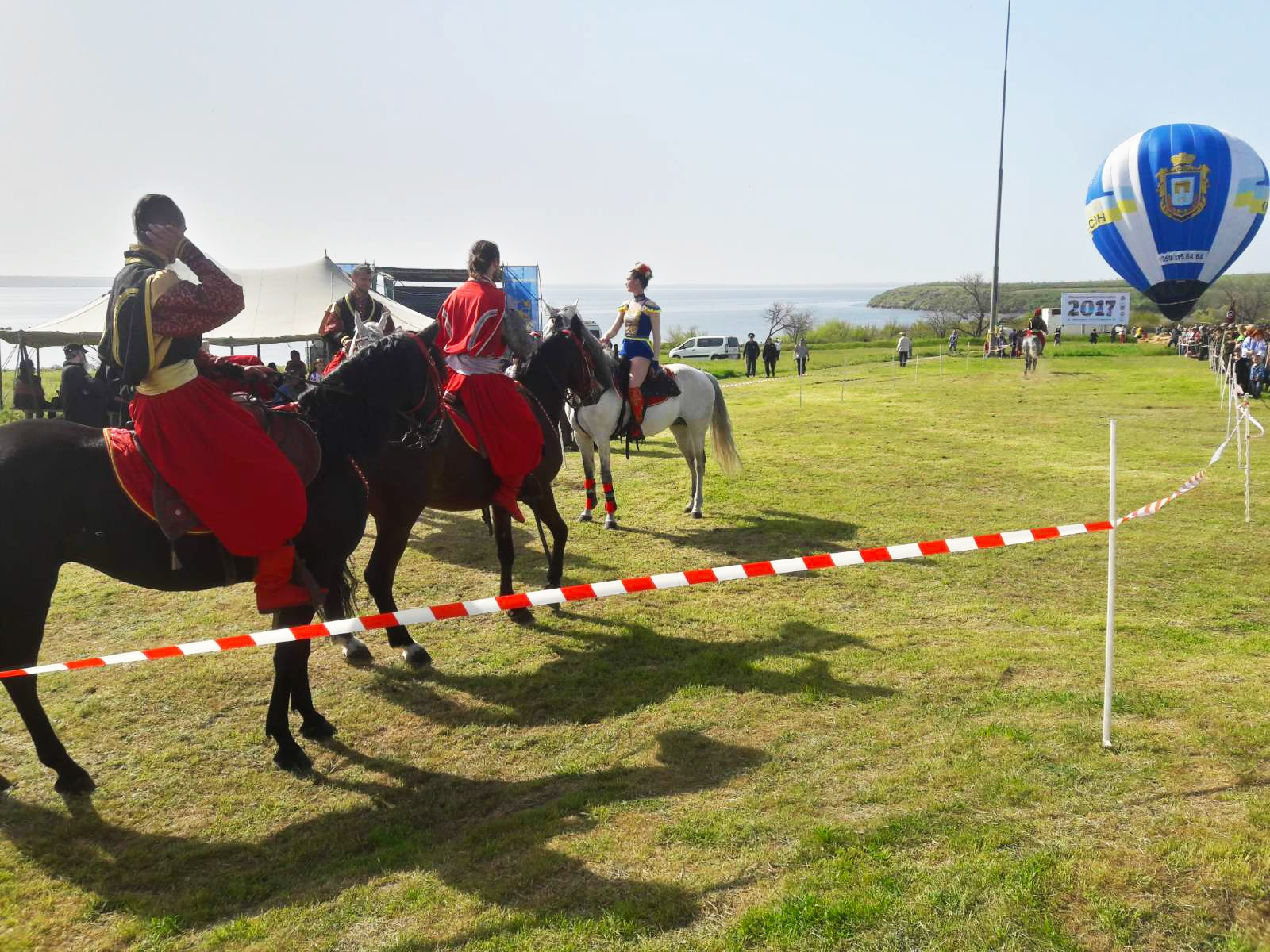
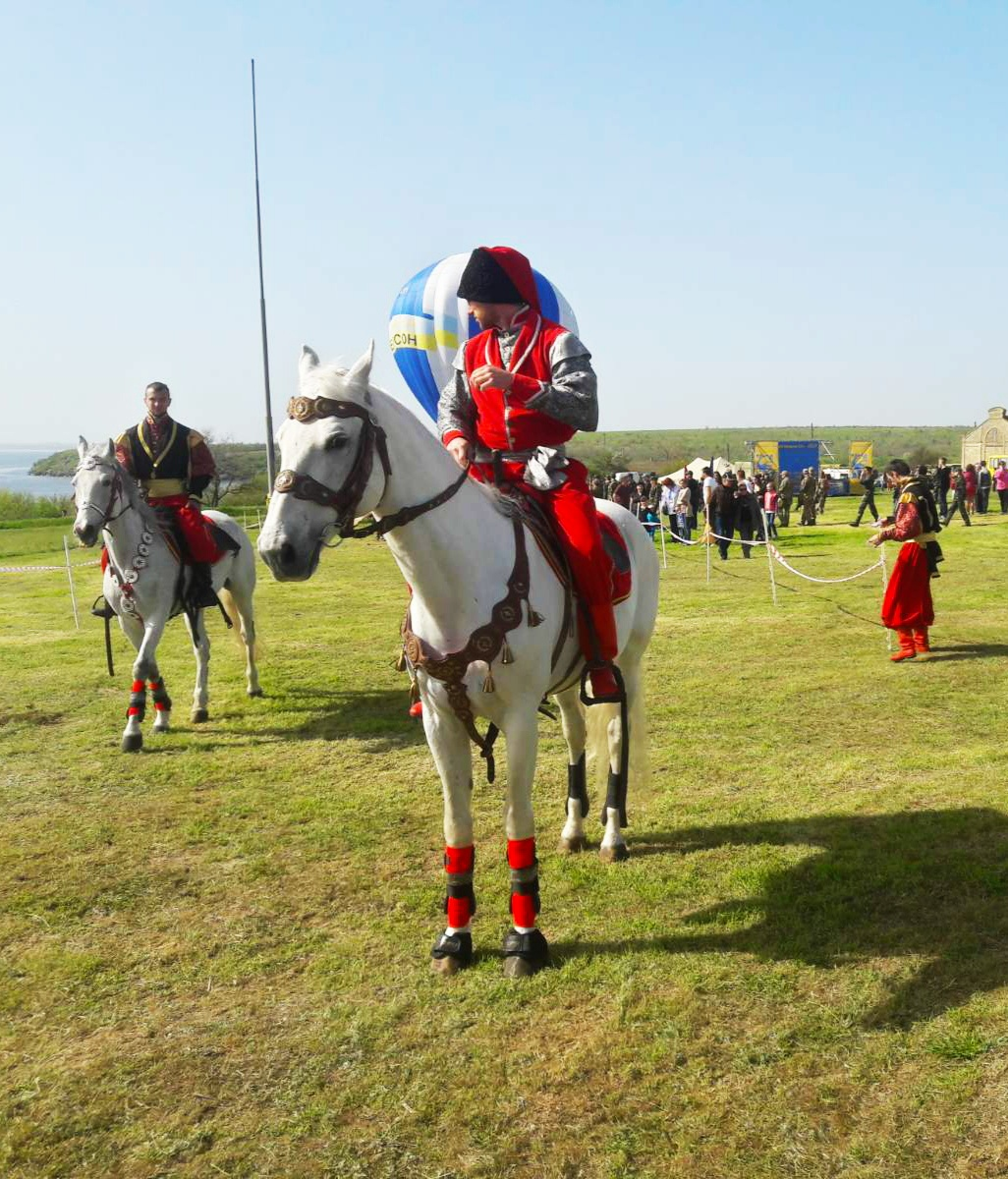
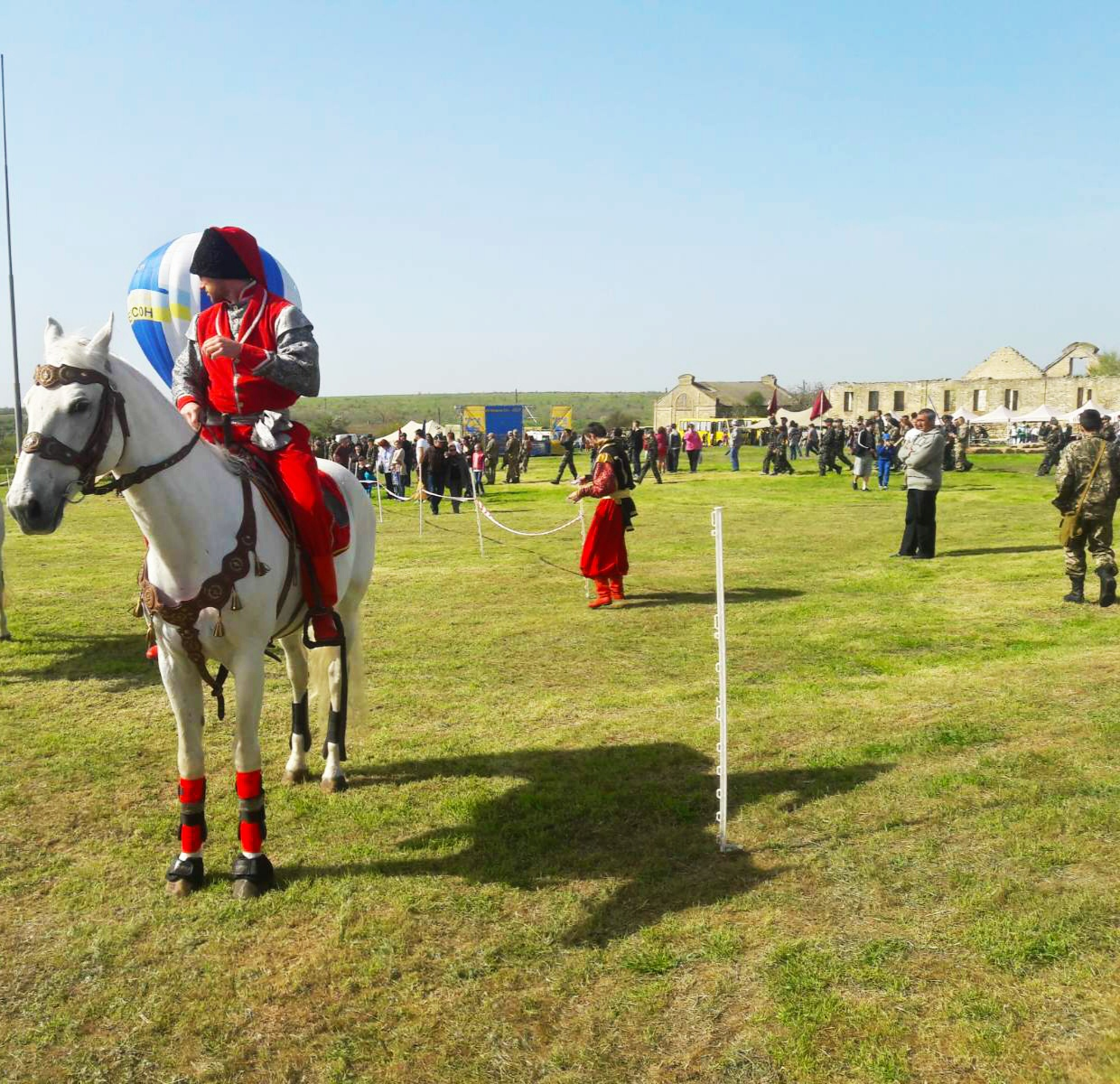
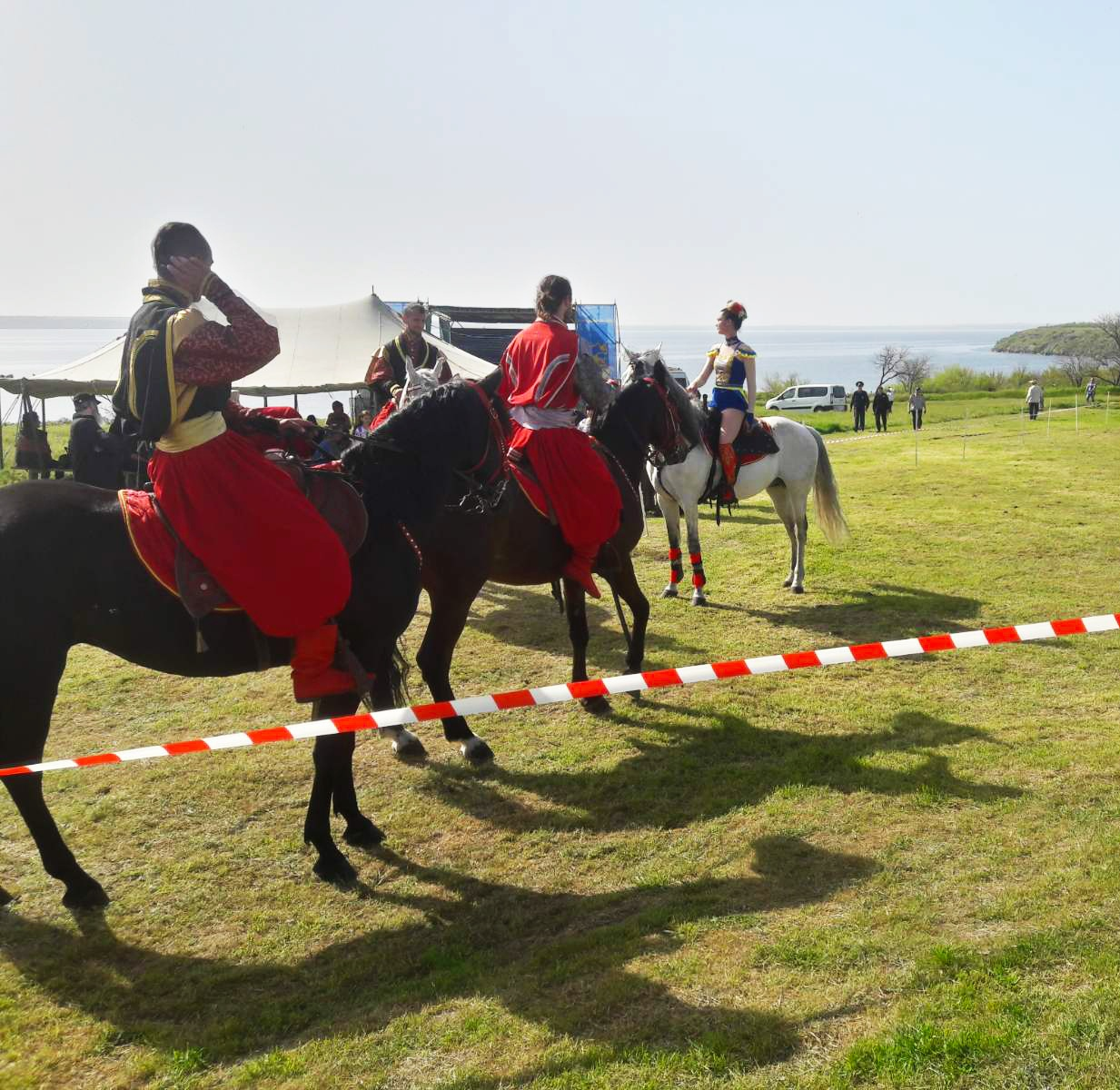